# 八百屋お七

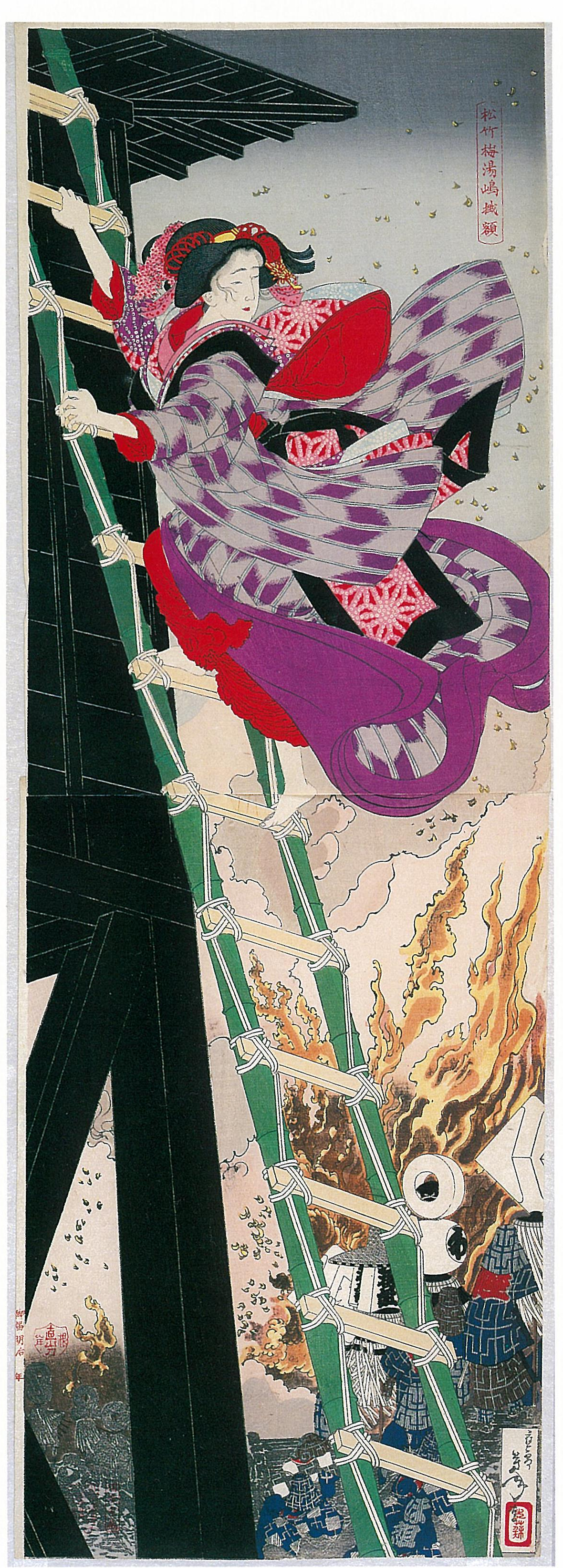
月岡芳年 松竹梅湯嶋掛額（八百屋お七）

八百屋お七（やおやおしち、寛文8年〈1668年〉? -天和3年3月28日〈1683年4月24日〉、生年・命日に関して諸説ある）は、江戸時代前期の女性。
江戸本郷の八百屋の娘で、恋人に会いたい一心で放火事件を起こし火刑に処されたとされる少女である。井原西鶴の『好色五人女』に取り上げられたことで広く知られるようになり、文学や歌舞伎、文楽など芸能において多様な趣向の凝らされた諸作品の主人公になっている。
なお、本項では日付表記は各原典に合わせ、原則は旧暦表記とする。

## 概要

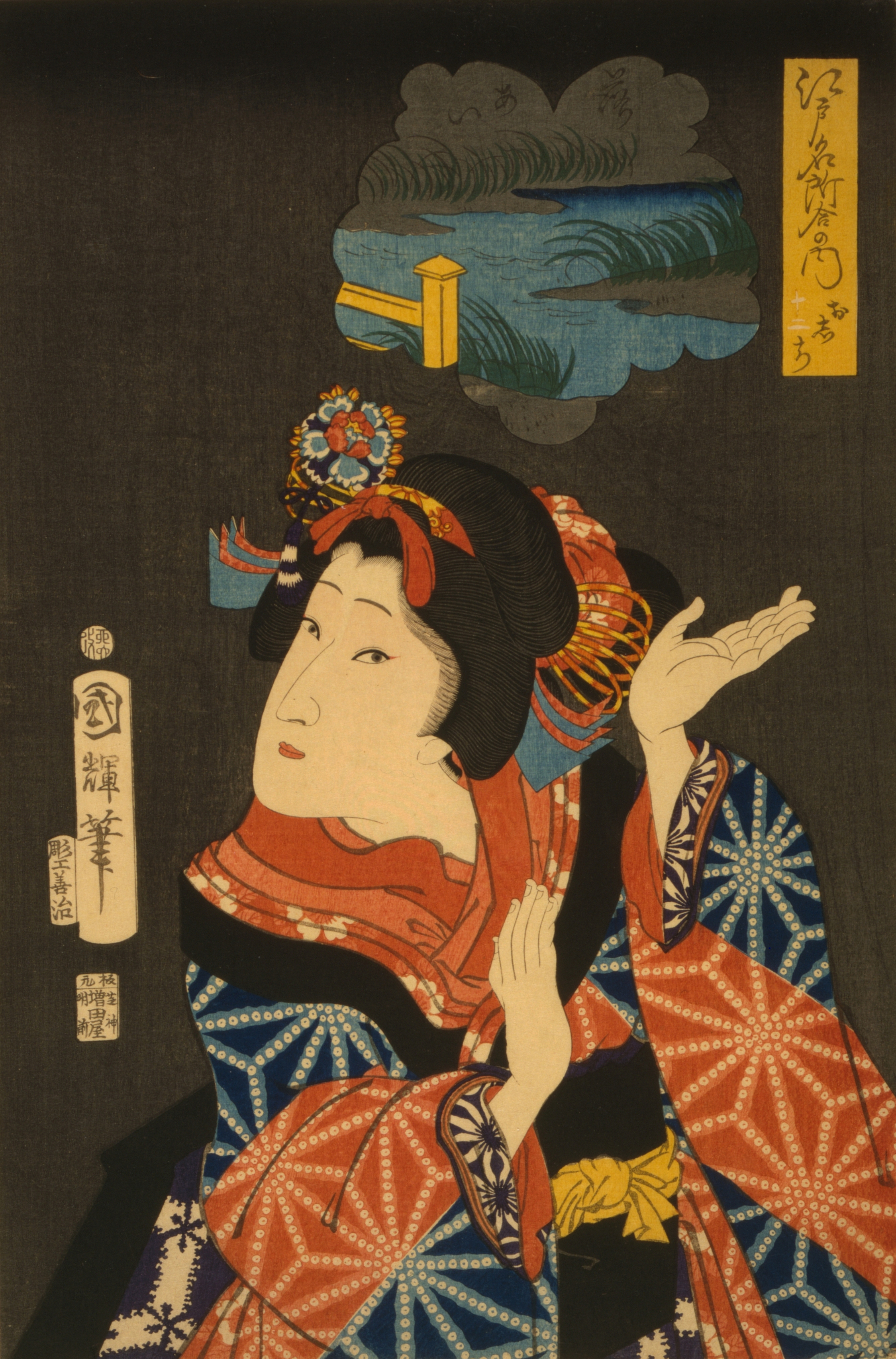
八百屋お七。二代目 歌川国輝画（1867）

お七の生涯については伝記・作品によって諸説あるが、比較的信憑性が高いとされる『天和笑委集』によるとお七の家は天和2年12月28日（1683年1月25日）の大火（天和の大火）で焼け出され、お七は親とともに正仙院に避難した。寺での避難生活のなかでお七は寺小姓生田庄之介 と恋仲になる。やがて店が建て直され、お七一家は寺を引き払ったが、お七の庄之介への想いは募るばかり。そこでもう一度自宅が燃えれば、また庄之介がいる寺で暮らすことができると考え、庄之介に会いたい一心で自宅に放火した。火はすぐに消し止められ小火（ぼや）にとどまったが、お七は放火の罪で捕縛されて鈴ヶ森刑場で火あぶりにされた。
お七の恋人の名は、井原西鶴の『好色五人女』や西鶴を参考にした作品では吉三郎とするものが多く、そのほかには山田左兵衛、落語などでは吉三（きっさ、きちざ）などさまざまである。
『天和笑委集』は、お七の処刑（天和3年(1683年)）のわずか数年後に出された実録体小説である。相前後してお七処刑の3年後の貞享3年（1686年）には大坂で活動していた井原西鶴が『好色五人女』で八百屋お七の物語を取り上げている。西鶴によって広く知られることになったお七の物語はその後、浄瑠璃や歌舞伎などの芝居の題材となり、さらに後年、浮世絵、文楽（人形浄瑠璃）、日本舞踊、小説、落語や映画、演劇、人形劇、漫画、歌謡曲等さまざまな形で取り上げられている。よく知られているにもかかわらず、お七に関する史実の詳細は不明であり、ほぼ唯一の歴史史料である戸田茂睡の『御当代記』で語られているのは「お七という名前の娘が放火し処刑されたこと」だけである。それだけに後年の作家はさまざまな想像を働かせている。
多数ある八百屋お七の物語では恋人の名や登場人物、寺の名やストーリーなど設定はさまざまであり、ほとんどの作品で共通しているのは「お七という名の八百屋の娘が恋のために大罪を犯す物語」であり、小説などの「読むお七」、落語などの「語るお七」ではお七は恋人に会いたいために放火をするが、歌舞伎や文楽（人形浄瑠璃）、日本舞踊、浮世絵などの「見せるお七」ではお七は放火はせず、代わりに恋人の危機を救うために振袖姿で火の見櫓に登り火事の知らせの半鐘もしくは太鼓を打つストーリーに変更される（火事でないのに火の見櫓の半鐘・太鼓を打つことも重罪である）。歌舞伎や文楽では振袖姿のお七が火の見櫓に登る場面はもっとも重要な見せ場となっていて、現代では喜劇仕立ての松竹梅湯嶋掛額/ 松竹梅雪曙以外には櫓の場面だけを1幕物「櫓のお七」にして上演する事が多い。さまざまある設定の中には月岡芳年の松竹梅湯嶋掛額（八百屋お七）や美内すずえ『ガラスの仮面』の劇中劇などのように放火と火の見櫓に登る場面の両方を取り入れる作品や冤罪とするもの、真山青果の戯曲のように放火とせずに失火とする創作などもある。

## 実在の人物としての「八百屋お七」

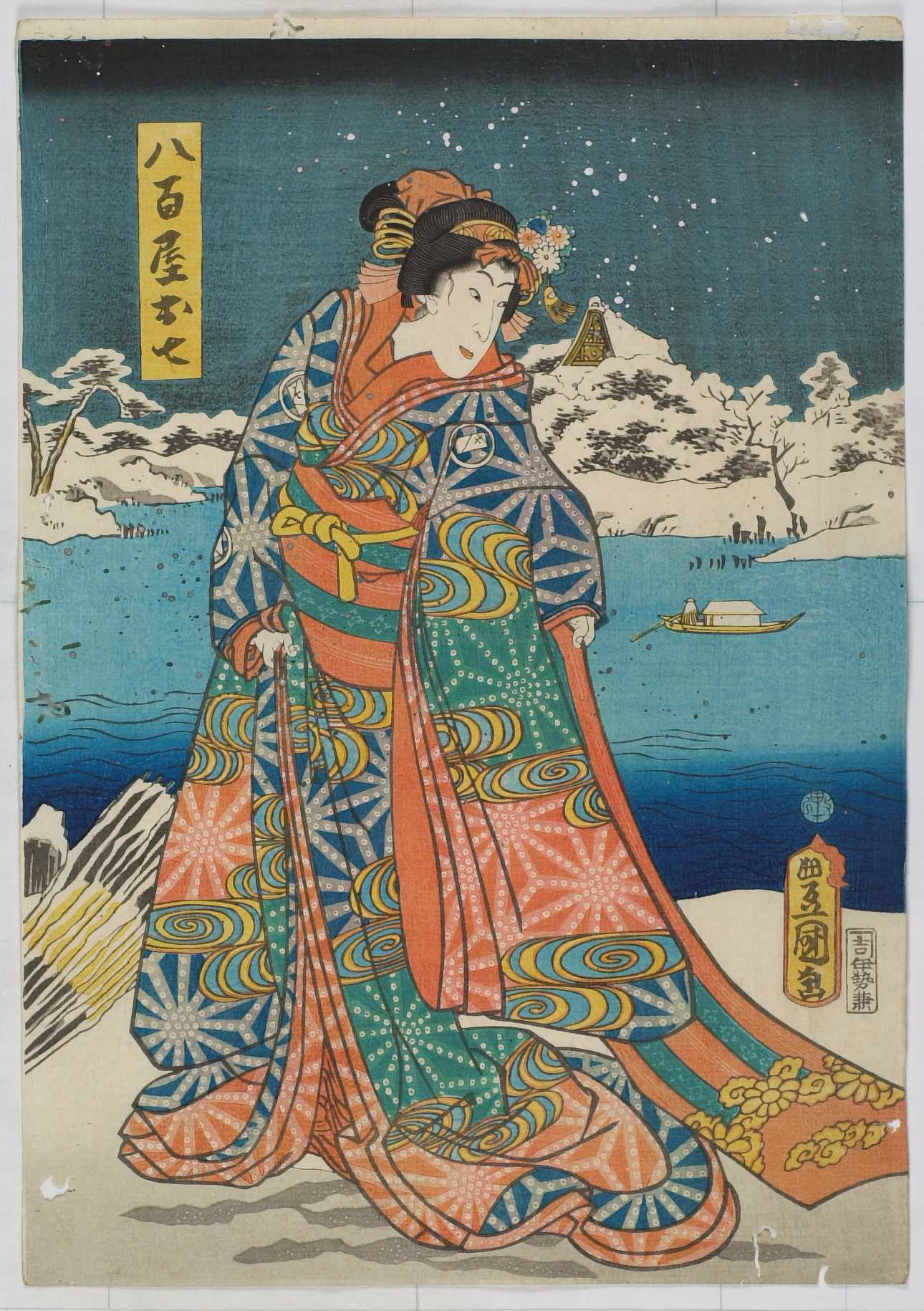
歌川豊国 八百屋お七 丸に封じ文の紋、麻の葉段鹿の子柄の振袖で、現代のお七の衣装と配色（浅葱色と紅色の2色）こそ違うが典型的なお七の衣装である。

古来よりお七の実説（実話）として『天和笑委集』と馬場文耕の『近世江戸著聞集』があげられ「恋のために放火し火あぶりにされた八百屋の娘」お七が伝えられていたが、実はお七の史実はほとんどわかっていない。歴史史料として戸田茂睡の『御当代記』の天和3年の記録にわずかに「駒込のお七付火之事、此三月之事にて二十日時分よりさらされし也」と記録されているだけである。お七の時代の江戸幕府の処罰の記録『御仕置裁許帳』には西鶴の好色五人女が書かれた貞享3年（1686年）以前の記録にはお七の名を見つけることができない。お七の年齢も放火の動機も処刑の様子も事実として知る事はできず、それどころかお七の家が八百屋だったのかすらも、それを裏付ける確実な史料はない。
東京女子大学教授で日本近世文学が専門の矢野公和は、天和笑委集や近世江戸著聞集を詳しく検討し、これらが誇張や脚色に満ち溢れたものであることを立証している。また、戸田茂睡の『御当代記』のお七の記述も後から書き加えられたものであり、恐らくはあいまいな記憶で書かれたものであろうと矢野は推定し、お七の実在にさえ疑問を呈している。
しかし、大谷女子大学教授で日本近世文学が専門の高橋圭一は『御当代記』は後から書き入れられた注釈を含め戸田茂睡自身の筆で書かれ、少なくとも天和3年お七という女が江戸の町で放火したということだけは疑わなくてよいとしている。また、お七処刑のわずか数年後、事件の当事者が生きているときに作者不明なれど江戸で発行された天和笑委集と大阪の西鶴が書いた好色五人女に、違いはあれど八百屋の娘お七の恋ゆえの放火という点で一致しているのは、お七の処刑の直後から東西で広く噂が知られていたのだろうとしている。お七に関する資料の信憑性に懐疑的な江戸災害史研究家の黒木喬も、好色五人女がお七の処刑からわずか3年後に出版されている事から少なくともお七のモデルになった人物はいるのだろうとしている。もしもお七のことがまったくの絵空事だったら、事件が実在しないことを知っている人が多くいるはずのお七の事件からわずか3年後の貞享3年にあれほど同情を集めるはずが無いとしている。

### 御当代記
天和3年の記録に「駒込のお七付火之事、此三月之事にて二十日時分よりさらされし也」と記録されている『御当代記』の著者戸田茂睡（1629-1706）は歌学者として知られ「梨本集」などの著作がある。実家は徳川忠長に仕える高禄の武家だったが、忠長の騒動に巻き込まれて取り潰されて大名家預かりの身になり、その後許されて伯父の家300石の養子になって仕官し、1680年ごろに出家して気ままな暮らしに入っている。
御当代記は五代将軍徳川綱吉が新将軍になった延宝8年（1680年）から茂睡が亡くなる4年前の元禄15年（1702年）までの約22年間の綱吉の時代の政治・社会を、自由な身で戸田茂睡自身が見聞したことを記録していったもので、子孫の家に残され発見されたのは天保年間（1830年代）になってからだが、信憑性の高い史料とされている。
御当代記は日記のように毎日記録していったものではないが、事実を時間の経過を追って記録しているものである。

### 天和笑委集
天和笑委集は貞享年間に成立した実録体の小説で、作者は不明。西鶴と並んでお七の物語としては最初期、お七の処刑後数年以内に成立し、古来より実説（実話）とされてきた。しかし、現代では比較的信憑性は高いものの巷説を含むものとされている。全13章からなり、第1章から第9章はこの時代の火災の記録、第10章から第13章は放火犯の記録となっており、お七の物語は第11章から第13章で語られ、全体の1/5を占めている。第1章から第9章で書かれた火災の記録は史実と照らし合わせると極めて信憑性が高く、またお七とは別の放火犯である赤坂田町の商家に住む「春」という少女が放火の罪で火あぶりになった事件や少年喜三郎が主人の家に放火した事件を書いた第10章の記述が、江戸幕府の記録である『御仕置裁許帳』に記された史実と一部に違いはあるもののほぼ同じであることから人物の記述についても信憑性が高いものとされてきた。しかし現在では天和笑委集は当時の記録に当たって詳細に作られているが、お七の記録に関してだけは著しい誇張や潤色（脚色）が入っているとされている。例えば天和笑委集では火あぶりの前に江戸市中でさらし者にされるお七は華麗な振袖を着ていることにしているが、放火という大罪を犯して火あぶりになる罪人に華麗な振袖を着せることが許されるはずもないと専門家に指摘されている。

### 近世江都著聞集
近世江都著聞集は講釈師馬場文耕がお七の死の74年後の宝暦7年（1757年）に書いたお七の伝記で、古来、天和笑委集と並んで実説（実話）とされてきた。近年に至るまで多くの作品が文耕を参考にしており、天和笑委集よりも重んじられてきた。その影響力は現代に残る丙午の迷信にまで及んでいる-#後世への影響参照。
近世江都著聞集は、その写本が収められている燕石十種第五巻では序文・目次・惑解析で4ページ、本文は11巻46ページほどの伝記集で、その46ページのなかで八百屋お七の伝記は最初の1巻目と2巻目の計8ページほどの極めて短い作品である。近世江都著聞集の惑解断と2巻目末尾で文耕は「お七を裁いた奉行中山勘解由の日記をその部下から私は見せてもらって本にしたのだ」としている。お七の恋人の名を吉三郎とする作品が多いが、自分（文耕）以外の八百屋お七物語は旗本の山田家の身分に配慮して、悪党の吉三郎の名をお七の恋人の名にすりかえたのであり、また実在する吉祥寺の吉三道心という僧をお七の恋人と取り違えている人もいるがまったくの別人だと言う。
文耕は本文2巻目末尾で自信満々に「この本こそが実説（実話）だ」と述べているが、しかし、その割にはお七の事件の約40年前に亡くなっている土井大炊頭利勝を堂々と物語に登場させたりしており、後年の研究で文耕の近世江都著聞集にはほとんど信憑性がないとされている。

## 創作における「八百屋お七」
現代、多数ある 八百屋お七物語の作品に大きな影響を与えた初期の作品として井原西鶴の『好色五人女』や実説とされてきた『天和笑委集』、『近世江都著聞集』があり、また西鶴から紀海音を経て現代の歌舞伎に至る浄瑠璃・歌舞伎の流れも現代の文芸に大きな影響を与えている。大まかには初期の作品はお七の悲恋物語で吉三郎の占める割合は低く、後年の文芸作品でもその流れを汲むものは多いが、後年の特に演劇作品を中心したなかには、吉三郎を身分の高い侍としてそれにお家騒動や重宝探しあるいは敵討ちといった吉三郎に関する要素 を絡めていき、逆にお七の放火や火あぶりといった悲恋の要素が消えていく系列作品群が見られるようになっていく。
この節では『好色五人女』、『天和笑委集』、『近世江都著聞集』のあらすじと、浄瑠璃・歌舞伎の流れ及び現代演じられている歌舞伎の八百屋お七作品のあらすじなどを記載する。

### 文芸作品

#### 井原西鶴『好色五人女』巻四「恋草からげし八百屋物語」
井原西鶴『好色五人女』はお七の事件のわずか3年後に出版され、自ら積極的に恋愛行動に移る町娘という、それまでの日本文学史上画期的な女性像を描き、お七の原典として名高い。西鶴の後続への影響は絶大なもので、特に演劇系統は西鶴を下地にした紀海音を基にするものがほとんどであり、西鶴が設定した恋人の名を吉三郎、避難先の寺を吉祥寺とすることを受け継いでいる作品が大多数を占めることからも西鶴の影響の大きさが推測される。

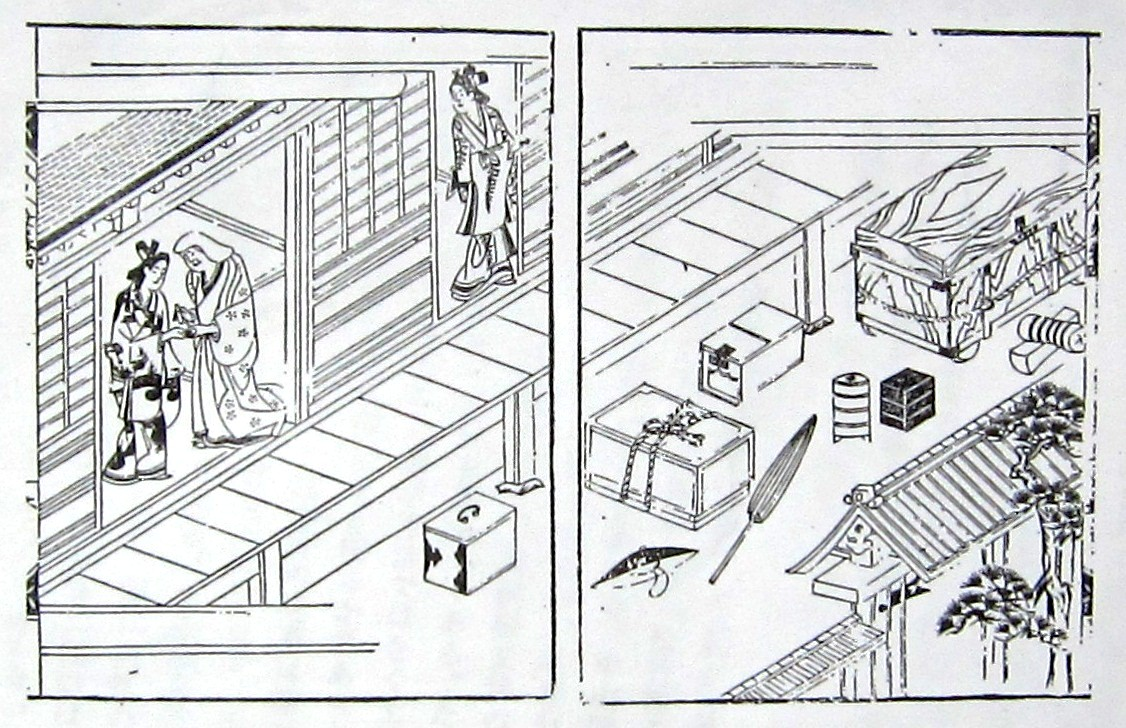
井原西鶴「好色五人女」中の挿絵 吉三郎（左）の指に刺さったトゲをお七の母（中央）が抜こうとしている。母は老眼で抜く事が出来ず、お七（右）が代わって吉三郎のトゲを抜く。庭には避難してきたお七の家の家財道具が並べられている。

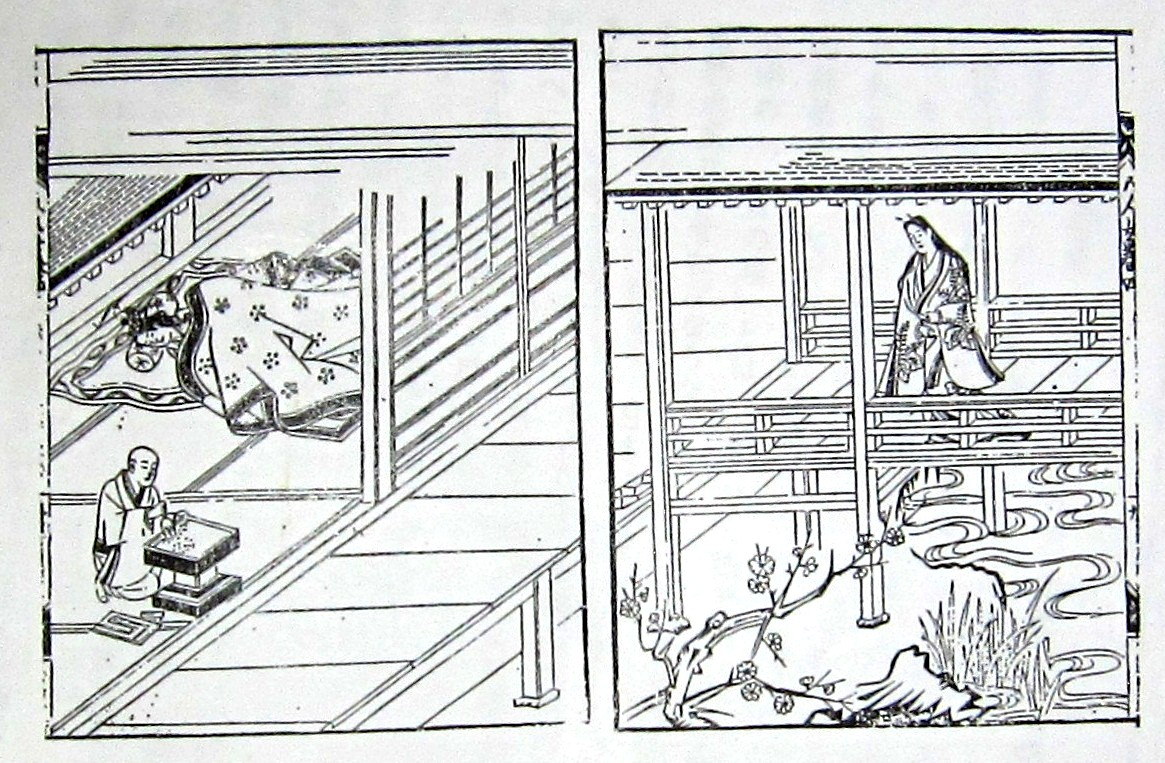
同じく井原西鶴「好色五人女」中の挿絵 吉祥寺で吉三郎の部屋を訪れようとするお七（右）。眠る吉三郎の部屋には小坊主がいる。

（あらすじ）師走28日の江戸の火事で本郷の八百屋八兵衛の一家は焼けだされ、駒込吉祥寺に避難する。避難生活の中で寺小姓小野川吉三郎の指に刺さったとげを抜いてやったことが縁で、お七と吉三郎はお互いを意識するが、時節を得ずに時間がたっていく。正月15日、寺の僧達が葬いに出かけて寺の人数が少なくなる。折りしも雷がなり、女たちは恐れるが、寺の人数が少なくなった今夜が吉三郎の部屋に忍び込む機会だと思ったお七は他人に構われたくないゆえに強がりを言い他の女たちに憎まれる。その夜、お七は吉三郎の部屋をこっそり訪れる。訳知りの下女に吉三郎の部屋を教えてもらい、吉三郎の部屋にいた小坊主を物をくれてやるからとなだめすかして、やっとお七は吉三郎と2人きりになる。ふたりは『吉三郎せつなく「わたくしは十六になります」といえば、お七「わたくしも十六になります」といえば、吉三郎かさねて「長老様が怖や」という。「おれも長老様は怖し」という。』という西鶴が「なんとも此恋はじめもどかし」というように十六歳の恋らしい初々しい契りだった。翌朝吉三郎といるところを母に見つかり引き立てられる。八百屋の新宅が完成しお七一家は本郷に帰る。ふたりは会えなくなるが、ある雪の日、吉三郎は松露・土筆売りに変装して八百屋を訪ね、雪の為帰れなくなったと土間に泊まる。折りしも親戚の子の誕生の知らせで両親が出かける。両親が出かけた後でお七は土間で寝ている松露・土筆売りが実は吉三郎だと気が付いて部屋に上げ、存分に語ろうとするが、そこに親が帰宅。吉三郎を自分の部屋に隠し、隣室に寝る両親に気がつかれないようにお七の部屋でふたりは筆談で恋を語る。こののちになかなか会えぬ吉三郎の事を思いつめたお七は、家が火事になればまた吉三郎がいる寺にいけると思い火付けをするが、近所の人がすぐに気が付き、ぼやで消し止められる。その場にいたお七は問い詰められて自白し捕縛され、市中引き回しの上火あぶりになる。吉三郎はこのとき病の床にありお七の出来事を知らない。お七の死後100日に吉三郎は起きられるようになり、真新しい卒塔婆にお七の名を見つけて悲しみ自害しようとするが、お七の両親や人々に説得されて吉三郎は出家し、お七の霊を供養する。

#### 近世江都著聞集
近世江都著聞集は古来より実説として重んじられ、文芸作品にはその影響を受けたと考えられる作品が多数ある。江戸時代にも狩野文庫『恋蛍夜話』や曳尾庵 著『我衣』を代表にして石川宣続、小山田与清、山崎美成、乾坤坊良斎、加納徳孝、純真らの作家が近世江都著聞集を下地にしたと思われる作品を書き、近代でも水谷不倒、三田村鳶魚、昭和に入っても藤口透吾 や多岐川恭 などが近世江都著聞集を下地にして作品を作っている。
成立がお七の死後74年たった後であり、既に西鶴や海音など多くの作品が世に出ており、文耕の近世江都著聞集はそれらの作品からさまざまに取捨選択し創作を加えて面白い作品に作り上げたと考えられている。ただし、面白いものの前述のように現代では近世江都著聞集のストーリーには信憑性がまったくないものとされている。
（あらすじ）元は加賀前田家の足軽だった八百屋太郎兵衛の娘お七は類の無い美人であった。天和元年丸山本妙寺から出火した火事で八百屋太郎兵衛一家も焼け出され、小石川円乗寺 に避難する。円乗寺には継母との間柄が悪く実家にいられない旗本の次男で美男の山田左兵衛が滞在していた。お七と山田左兵衛は互いが気になり、人目を忍びつつも深い仲になっていた。焼け跡に新宅が建ち一家は寺を引き払うが、八百屋に出入りしていたあぶれ者で素性の悪い吉三郎というものがお七の気持ちに気が付いて、自分が博打に使う金銀を要求する代わりに二人の間の手紙の仲立ちをしていた。やがて吉三郎に渡す金銀に尽きたお七に対して吉三郎は「また火事で家が焼ければ左兵衛のもとに行けるぞ」とそそのかす（吉三郎はお七に火事をおこさせて自分は火事場泥棒をする気でいる）。お七は火事が起きないかと願うが火事は起こらず、ついに自ら放火する気になったお七に吉三郎は「焼けるのが自分の家だけなら罪にならん、恋の悪事は仏も許すだろう」と言い放火の仕方を教える。風の強い日にお七は自分の家に火をつけ、八百屋太郎兵衛夫妻は驚きお七を連れて逃げ出す。吉三郎はこの隙にと泥棒を働くが、駆けつけてきた火付盗賊改役の中山勘解由に捕縛された。拷問された吉三郎は火を付けたのは自分では無く八百屋太郎兵衛の娘お七だという。中山勘解由がお七を召しだして尋ねるとたしかに自分が火をつけたと自白するので牢に入れ、火あぶりにしようと老中に伺いをたてる。そのときに幕府の賢人土井大炊頭利勝 が「悲しきかな。罪人が多いのは政治が悪いからだとも言う。放火は大罪で火あぶりにするべきだが、か弱い娘がこのような事をする国だと朝鮮・明国に知れると日本は恐ろしい国だと笑われるだろう。」と言い、中山に「15歳以下ならば罪を一段引き下げて遠島（島流し）にできるではないか。もう一度調べよ」と命ずる。土井大炊頭の意を汲んで、中山はお七が14歳だということにして牢を出し部下に預ける。しかし、このことを聞いた吉三郎は自分だけが刑されるのをねたみ、中山を糾弾する。中山は怒り吉三郎と口論するが、吉三郎は谷中感応寺の額にお七が16歳の証拠があると言い、実際に感応寺の額を取り寄せたら吉三郎の言うとおりだったので中山も仕方なく天和2年2月 吉三郎と一緒にお七を火あぶりにする。

#### 天和笑委集
天和笑委集は他の作家への影響力と言うことでは西鶴や文耕には及ばないが、種彦や豊芥子などの評論などによって各種の作品の中では事実に近いであろう物として評価されている。現在でもお七の真実を探ろうとする黒木喬などのように天和笑委集をその解析の中心におく専門家もいる。
（あらすじ）江戸は本郷森川宿 の八百屋市左衛門の子は男子2人女子1人。娘お七は小さい頃から勉強ができ、色白の美人である。両親は身分の高い男と結婚させる事を望んでいた。天和2年師走28日（1683年1月25日）の火事で八百屋市左衛門は家を失い正仙院に避難する。正仙院には生田庄之介という17歳の美少年がいた。庄之介はお七をみて心ひかれ、お七の家の下女のゆきに文を託してそれからふたりは手紙のやり取りをする。やがてゆきの仲人によって、正月10日人々が寝静まった頃に、お七が待つ部屋にゆきが庄之介を案内する。ゆきは2人を引き合わせて同衾させると引き下がった。翌朝、ゆきはまだ早い時間に眠る両親の部屋にお七をこっそり帰したので、この密会は誰にも知られる事はなかった。その後も2人は密会を重ねるが、やがて正月中旬新宅ができると、お七一家は森川宿に帰ることになった。お七は庄之介との別れを惜しむが、25日ついに森川宿に帰る。帰ったあともゆきを介して手紙のやり取りをし、あるとき庄之介が忍んでくることもあったが、日がたつにつれお七の思いは強くなるばかり。思い悩んでお七は病の床に就く。3月2日夜風が吹く日にお七は古綿や反故をわらで包んで持ち出し、家の近くの商家の軒の板間の空いたところに炭火とともに入れて放火に及ぶが、近所の人が気が付きすぐに火を消す。お七は放火に使った綿・反故を手に持ったままだったのでその場で捕まった。奉行所の調べで、若く美しい、悪事などしそうにないこの娘がなぜ放火などしようとしたのか奉行は不思議がり、やさしい言葉使いで「女の身で誰をうらんで、どのようなわけでこのような恐ろしいことをしたのか？正直に白状すれば場合によっては命を助けてもよいぞ」と言うがお七は庄之介に迷惑かけまいと庄之介の名前は一切出さず、「恐ろしい男達が来て、得物 を持って取り囲み、火をつけるように脅迫し、断れば害すると言って打ちつけるので」と答える。奉行が男達の様子を細かく尋ねると要領の得ない話ばかりする。これでは助けることは出来ないとお七は火あぶりとなることになった。お七は3月18日から他の悪人達と共に晒し者にされるが、その衣装は豪華な振袖で鮮やかな化粧と島田に結い上げ蒔絵のついた玳瑁の櫛で押えた髪 で、これは多くの人目に恥ずかしくないようにせめてもと下女と乳母が牢屋に通って整えたのだと言う。お七および一緒に死罪になる6人は3月28日やせ馬に乗せられて前後左右を役人達に取り囲まれて鈴が森に引き立てられ、大勢の見物人が見守る中で処刑される。大人の4人の最後は見苦しかったが、お七と少年喜三郎 はおとなしく処刑されている。お七の家族は縁者を頼って甲州に行きそこで農民となり、2人の仲が知れ渡る事になった生田庄之介は4月13日夜にまぎれて旅に出て、終いには高野山の僧になっている。

### 演劇作品
小説などの文字による作品では「お七は火事で焼け出され、火事が縁で恋仲になり、恋人に会いたい一心で放火をして自身が火あぶりになる」と徹頭徹尾「火」にまつわる恋物語である。しかし、江戸時代中期、安永2年（1773年）の浄瑠璃『伊達娘恋緋鹿子』でお七が火の見櫓に登って半鐘を打つ設定になり、やがて半鐘は歌舞伎では太鼓に代わる事もあったものの、歌舞伎や文楽（人形浄瑠璃）などの見せる作品では、八百屋お七といえば火の見櫓にのぼる場面が大事な見せ場になり、放火などはしなくなる。当時、木造家屋が密集している江戸は火事が多く幕府も放火には神経を尖らせていた。また、芝居小屋自身も火災に会うことが多かったので放火の演出は避けたかったのだろうと推測されている。また、技術的にも陰でこそこそ行う放火の舞台演出は難しい。しかし、お七と火を完全に切り離す事もできない。そのぎりぎりの接点が火の見櫓であったのだろうと考えられている。

#### 歌舞伎『八百屋お七歌祭文』
歌舞伎では宝永3年（1706年）にお七の芝居として初めてになる『八百屋お七歌祭文』が上方で上演されている。初代嵐喜世三郎がお七を演じて大評判になり、さらに江戸でも嵐喜世三郎がお七を演じていることは伝えられているが、この作品の内容については現代ではほとんど分からない。この作品が上演された1706年の時点では櫓に登るお七は着想されていない。

#### 歌舞伎『中将姫京雛』
宝永5年（1708年）江戸・中村座で初演。嵐喜世三郎主演。八百屋彌右衛門の養女お七は実は継母に捨てられ人買いに売られた中将姫である。妙円寺の小姓吉三郎も実はお家騒動を避け身分を隠している唐橋宰相である。お七は八百屋の養子庄九郎との結婚を強いられ、吉三郎に会いたさのあまり養父を殺してしまう。お七は旧臣の情けある裁きで救われ出家する。
中将姫京雛は嵐喜世三郎の人気とお七の27回忌を当て込んで、中将姫伝説と八百屋お七を無理やりに継ぎ合わせた作品で、時代物（江戸時代以前を題材にする作品）と世話物（江戸時代の作品）の混淆の脚色の嚆矢とされている。この作品以降、歌舞伎作品では平家物語や曽我物語など江戸時代以前の物語の世界の中に八百屋お七を織り込む時代・世話混淆物が主流になり、吉三郎に関する要素（お家騒動や敵討ち、重宝探しなど）が増えていく。

#### 浄瑠璃『八百屋お七恋緋桜』
浄瑠璃でもお七物の作品は多数あるが、もっとも影響が強かったのがお七の死の30数年後の正徳5年（1715年）から享保初年（1716年）ごろに成立した紀海音の『八百やお七』（『八百屋お七恋緋桜』）である。紀海音の浄瑠璃は西鶴の好色五人女を下地にしながらも大胆に変え、より悲劇性を強くしている。海音のお七では吉三郎は石高一千石 の名の知れた武士の息子、親からは出家するように遺言され、親の忠実な家来の十内が遺言を守らせにくる。またお七にも町人万屋武兵衛が恋心を抱いている。火事の避難先の吉祥寺で出会ったお七と吉三郎の恋は武兵衛と十内の邪魔によって打ちひしがれ、再建した八百屋の普請代二百両をお七の親に貸し付けた武兵衛がそれの代わりにお七を嫁に要求し、家と親への義理の為お七は吉三郎に会えなくなる。西鶴が用意した吉三郎の八百屋への忍び込みを海音も用意はするが、海音作では下女のお杉の手引きで軒下に身を隠す吉三郎は、武兵衛との結婚を願う母親の話を聞いてしまいお七に会わないまま立ち去ってしまう。お杉の話で吉三郎とすれ違ってしまったことを知ったお七は、吉三郎に立てた操を破らなければならない定めに半狂乱になり、家が焼けたら吉三郎のもとにいけると火をつけてしまう。お七の処刑の日、両親は悲嘆にくれる。西鶴が出家させた吉三郎を、海音はお七の処刑の直前に刑場で切腹・自殺させてしまう。

#### 浄瑠璃『伊達娘恋緋鹿子』
浄瑠璃では紀海音以降、『八百屋お七恋緋桜』に手を加えた作品が続出するが、安永2年（1773年）菅専吉らの合作で『伊達娘恋緋鹿子』が書かれる。『伊達娘恋緋鹿子』ではお七は放火はせずに、代わりに吉三郎の危機を救うため火の見櫓に登って半鐘を打つ。この菅専吉らの新機軸「火の見櫓の場」を歌舞伎でも取り入れて現代では文楽や歌舞伎では火の見櫓に登るお七が定番になっている。

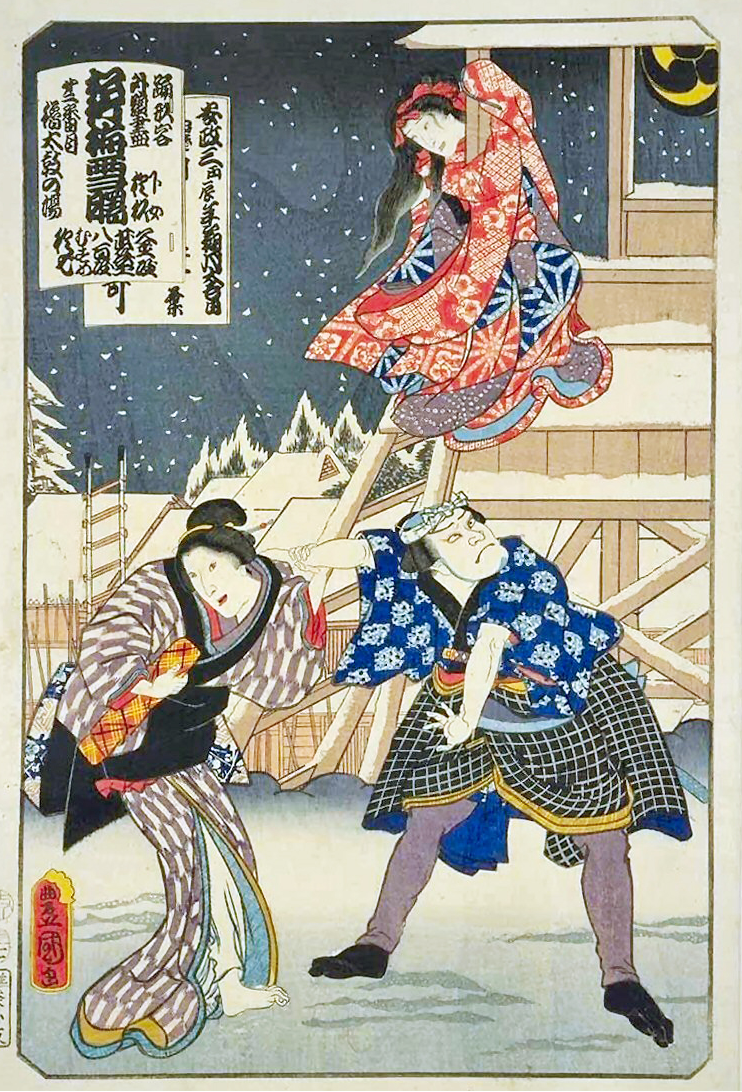
歌川豊国 松竹梅雪曙火の見櫓の段 櫓の上にお七 下ではお杉と釜屋武兵衛が宝刀をめぐって争っている

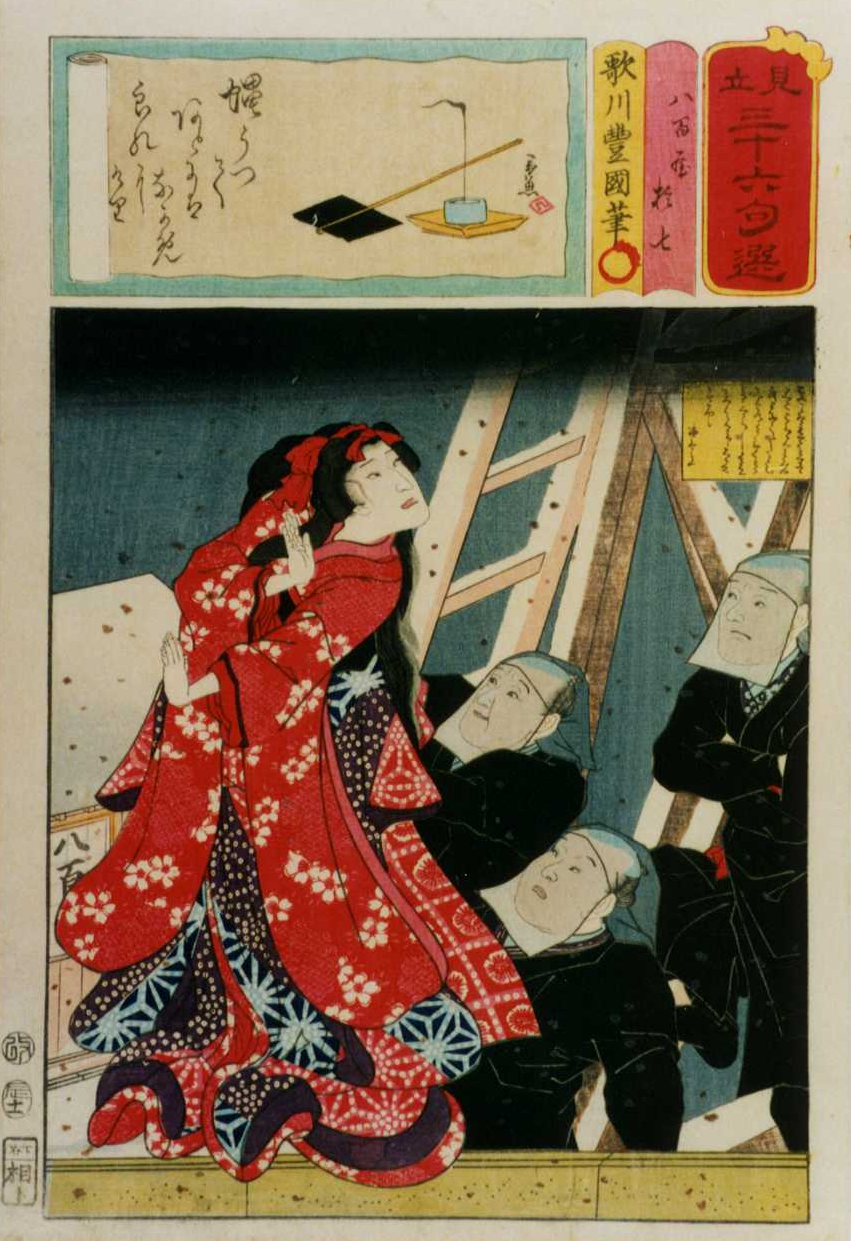
歌川豊国 櫓のお七人形振りの場面

#### 歌舞伎『八百屋お七恋江戸紫』
明和3年（1766年）三世津打治兵衛の同名題の作品を安永7年（1778年）桜田治助が改作した狂言歌舞伎で、浄瑠璃『伊達娘恋緋鹿子』の発案を下地にはしているものの、設定を大胆に変更し喜劇仕立ての八百屋お七になっている。お七を吉祥院の天女像そっくりの美人とし、天女像とお七を入れ替える事から通称「天人お七」とも言われる。この八百屋お七恋江戸紫は興行的に大変に当たったので、これ以降は歌舞伎で八百屋お七といえばこの「八百屋お七恋江戸紫」か、もしくはそれを改作した系列作品ばかりが上演されるようになる。『八百屋お七恋江戸紫』を改作した福森久助作『其往昔恋江戸染』は現代のお七として定着している。時代もこのあたりまで来ると、歌舞伎の八百屋お七と西鶴の八百屋お七とはストーリー上の共通点はまったくなくなり、恋人の名と寺の名だけが共通となる。

#### 歌舞伎『松竹梅雪曙』
前述したように、浄瑠璃の菅専吉らの新機軸「火の見櫓に登るお七」を歌舞伎でも取り入れて『八百屋お七恋江戸染』及びその改作の福森久助作『其往昔恋江戸染』（文化6年（1809年））が上演されるが、さらに作家黙阿弥が安政3年（1856年）火の見櫓の場面を舞踊劇にした歌舞伎『松竹梅雪曙』を書き、これが現代でも上演されている『櫓のお七』の外題である。この松竹梅雪曙に四代目市川小団次が人形振りを取り入れた。そもそもの『其往昔恋江戸染』は多数の場に分かれていたが、現代（1986年）国立劇場でも演じられている松竹梅雪曙では「吉祥院お土砂の場」と「火の見櫓の場」の2幕物で、構成・ストーリーは後述の松竹梅湯島掛額とほぼ同じである。

#### 櫓のお七
現代では文楽（人形浄瑠璃）や歌舞伎では喜劇仕立ての歌舞伎『松竹梅雪曙』/『松竹梅湯島掛額』以外には八百屋お七が全幕で上演される事は少なく、『伊達娘恋緋鹿子』を黙阿弥が改作した『松竹梅雪曙』の「火の見櫓の段」だけを一幕物『櫓のお七』として上演する事が多い。また、日本舞踊でも『伊達娘恋緋鹿子』の櫓の場を舞踊劇にして踊られている。

##### 人形振り
歌舞伎の「火の見櫓の段」（一幕物では『櫓のお七』）において、前半のお七と下女お杉の場面では、お七を演じている役者は普通に人間として演じている。しかし、お杉が主人に呼ばれお七が一人になるところから、黒衣が二人もしくは三人出てきて役者の後ろに付き、お七を演ずる役者は人形のような動きで演じ踊るようになる。これを人形振りという。黒衣は人形を動かしているかのように振舞う。お七役の役者は人間でありながらあたかも操られている人形のように手や首を動かす。これは様式美を追求し追い詰められたお七の姿を表しているのである。文楽を取り入れたものだが、追い詰められたお七の心を描くには、人形の誇張の動きが適しているからだと言われている。

#### 歌舞伎『松竹梅湯島掛額』
松竹梅湯島掛額は福森久助作「其往昔恋江戸染」の「吉祥院お土砂の場」と、河竹黙阿弥の「松竹梅雪曙」の「火の見櫓の場」を繋ぎ合わせた2幕物で松竹梅湯島掛額の1幕目の「吉祥院お土砂の場」は歌舞伎では珍しいドタバタ喜劇であり、アドリブも多い。八百屋お七物の全幕物のなかでは松竹梅雪曙とこれが現代（21世紀初頭）上演される数少ない全幕物の八百屋お七である。
松竹梅湯島掛額/松竹梅雪曙は通称「お土砂」と言われるが「お土砂」は大事な小道具で、お土砂は真言密教の秘密の加持を施した砂でこれを死体にかけると死体が柔らかくなると言われている。この物語では生きた人間にお土砂をかけるとかけられた人間は体が柔らかくなり力が抜けて「ぐんにゃり」となってしまうことになっている。また、主役がお七と吉三郎ではなく、紅長こと紅屋長兵衛とお七である。
（吉祥院お土砂の場のあらすじ）幕が通常とは逆に上手から開く。舞台は鎌倉時代の江戸の町。江戸に木曽義仲が攻めてくるともっぱらのうわさで人々は駒込・吉祥院に避難してくる。吉祥院は本堂の欄間の左甚五郎作とされる天女像で有名で天女は美しく、また八百屋の娘お七は天女そっくりの美人である。町の娘達の人気者の紅屋長兵衛（紅長・べんちょう）はお七ととても仲のよい紅売り（化粧品売り）である。吉祥院の寺小姓吉三郎に恋するお七は吉三郎と夫婦になりたいと母に願う。しかし、釜屋武兵衛から借金しているお七の家は、返済の代わりにお七と武兵衛の縁談を進めていると言われたお七は悲しみ、紅長が慰める。二人の恋を叶えるために紅長が考えたのがお七にわざとらしく発作を起こして、吉三郎に助けてもらう計画である。お七はわざと発作を起こし、吉三郎は戸惑ってしまうが、そこの騒ぎを付いて紅長がやってくる。そこに吉三郎が助けようとするが、紅長は自分の飲んだ水を吉三郎に口移しで飲ませ、さらにそれをお七に飲ませようとする。吉三郎はそれを一杯飲んでしまう。紅長はこれを咎め、吉三郎に薬をお七に飲ませることを勧めるとお七はようやく元気になった。やがて二人の恋はめでたく成就した。そこに吉三郎の家来の十内がやってきて、吉三郎の帰参がかなって国許に帰り家老の娘と結婚するのだと言い、お七はまた悲しみ、紅長が慰める。母は十内にお七と吉三郎の結婚を願うが、身分違いでとんでもないと断られる。そこに吉三郎がやってくるが、実は吉三郎は宝刀「天国の剣」を探さなければならない身でその期限もせまっている。吉三郎は十内に女にうつつを抜かしている場合ではないと怒られる。釜屋武兵衛に案内されて源範頼公の家来長沼六郎がお七を探しにやってくる。源範頼公がお七の美しさを聞いて愛妾にしたがっているのだという。長沼六郎が小坊主に茶を求めるとなんと小坊主が持ってきたのはお茶ではなく、なんと線香を入れる鉢である。小坊主はお茶と偽り線香を入れる鉢を持ってきたのだ。それを飲んだ六郎はなんと顔が線香の粉で真っ白けになる。長沼六郎にお七の居場所を問い詰められた寺の住職は困るが、紅長の発案で欄間の天女像を外してそこにお七を入れる。長沼六郎は欄間の天女像の美しさに感心するが実はそれがお七本人だとは気が付かない。その騒ぎを聞いて吉三郎がやってくるが、紅長のお七への入れ知恵によって、吉三郎はお七と夫婦になる約束をさせられる。さて、長沼六郎と釜屋武兵衛はお七を探して寺中を調べるが、お七は死んだと聞かされる。長沼六郎と釜屋武兵衛は疑い、やってきた棺桶の中を調べるが、棺桶から出てきたのは死者に扮した紅長と本物の亡者である。大の字で立ちはだかる紅長が釜屋武兵衛を張り倒し、釜屋武兵衛が紅長にかけようとした「お土砂」を奪って逆に釜屋武兵衛にかけると釜屋武兵衛は「ぐんにゃり」となる。紅長は長沼六郎たちにもお土砂をかけてぐんにゃりとさせて、お七と下女お杉を逃がす。調子に乗った紅長は舞台上の人々に楽しそうにお土砂をかけてお七とお杉以外の登場人物や舞台の裏方たち（ツケ打ちの人など）をぐんにゃりとさせる。そこにハプニングがおこり洋服の観客が舞台に乱入してくる。観客を引き止めに劇場の女性従業員も舞台に上がる。紅長は観客や女性従業員 にもお土砂をかけてぐんにゃりさせる。さらに紅長は下手から幕を引きに来た幕引きにもお土砂をかけてぐんにゃりさせる。幕引きまでぐんにゃりさせた紅長は楽しそうに自ら幕を引く。
（火の見櫓の段のあらすじ）

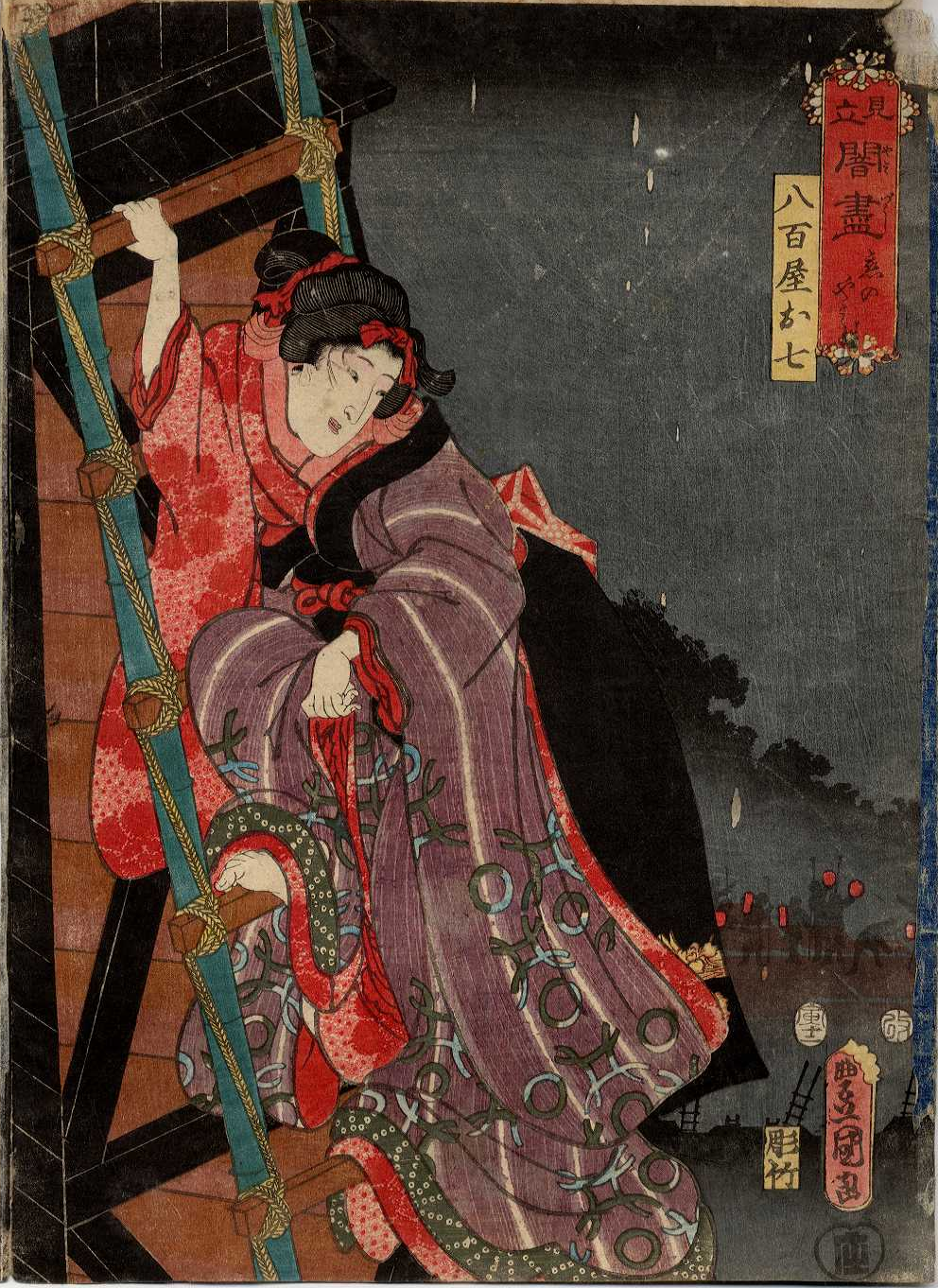
歌川豊国 櫓のお七

（場面の前提。吉三郎は主君の宝刀を見つけられなかったことで明日にも切腹となることになり、それを聞いたお七は嘆き悲しむ。その宝刀を自分の家に来ている武兵衛がもっていることを知ったお七は吉三郎のもとに行きたいが、夜間の事ゆえ町の木戸は固く閉まっている。今夜の内に宝刀を取り戻さないと吉三郎の命は救えない。）
お杉とお七は町の木戸を開けてくれるよう番人に頼むが、夜は火事のとき以外は開けられないと固く断られる。目の前に火の見櫓はあるが、火事でもないのに火事の知らせの太鼓（あるいは半鐘）を打つのは重罪であるとお杉は恐れる。やがてお杉は主人に呼ばれる。一人になったお七は決心し櫓に登って太鼓を打つ。太鼓を聞いて木戸が開く。そのときお杉が宝刀を取り返してくる。追ってくる武兵衛をお杉が阻止している間に宝刀を持ったお七は木戸を通って吉三郎のもとに走っていく。2幕目は通常のように下手から幕が開く。

#### 敵討櫓太鼓
東海道四谷怪談などを書いた歌舞伎狂言作者鶴屋南北も八百屋お七の歌舞伎狂言を書いている。初演は文政4年（1821年）河原崎座においてである。鶴屋南北の八百屋お七の題は「敵討櫓太鼓」全8幕の芝居であるが、1975年の時点では台本の一部は残っていない。鶴屋南北の「敵討櫓太鼓」では物語中盤で吉三郎とお七は夫婦になり幸せに暮らしている。しかし吉三郎は親の敵を知ることになりお七を見捨て敵討ちに出発する。お七は吉三郎を追いかけるため町木戸を開かせようと火の見櫓に登って禁制の太鼓を打つ。お七は死刑を言い渡されるが運よく大赦で救われる。吉三郎は首尾よく敵を討ち果たす。

#### 三人吉三廓初買
歌舞伎『三人吉三廓初買』、通称『三人吉三』は同じ名を持つ三人の盗賊がおりなす物語。「月も朧に白魚の、篝も霞む春の空。冷てえ風も微酔に心持よくうかうかと、浮かれ烏のただ一羽塒（ねぐら）へ帰る川端で……（中略）こいつぁ春から縁起がいいわえ」と有名な台詞を朗々と唄い上げる女装の盗賊「お嬢吉三」は八百屋お七の見立て（パロディ）である。序幕で「八百屋の娘でお七と申します」と名乗り、大詰では、お嬢吉三が櫓に登って太鼓を打ち、木戸が開いて櫓の前に三人の吉三が集合する。三人吉三は役人に取り囲まれて自らの悪行に観念する。パロディであっても歌舞伎のお七物では振袖姿で櫓に登り太鼓を打つのが「お約束」。

### その他の作品

#### 落語
落語で八百屋お七物にはいくつか有り、十代目桂文治による口演の「八百屋お七」では、お七は町内でも評判の美人、婿になりたがる男の行列が本郷から上野広小路まで並ぶほどである。火事で店が焼けたためお七は駒込の吉祥寺に預けられ、そこで美男の寺小姓吉三（きっさ）と恋仲になる。家が再建され寺を去るお七は吉三に「あたしゃ、本郷へ行くわいな」とあいさつする。以降の展開は多くのお七物と同じだが、幕府の老中土井大炊頭が可憐な娘を丸焼きにするのを気の毒がる。当時の江戸では火付け犯は15歳を過ぎれば火あぶり、15歳未満は罪を減じて遠島の定めだったため、土井大炊頭はなんとかお七の命を救おうと奉行に命じ「お七、そちは十四であろう」と謎をかけさせる。しかし、お七が正直に「十六でございます」と答えてしまったために火あぶりとなる。死後にお七は幽霊となり人々を悩ます。それを聞きつけて来た武士に因縁つけて逆に手足を切られて1本足になり、こりゃかなわんと逃げるとき武士に一本足でどこに行くかと聞かれて答え「片足ゃ、本郷へ行くわいな」の台詞で締めくくる。
別の八百屋お七物は「お七の十」の通称で知られていて、火あぶりになったお七と悲しんで川へ身投げし水死した吉三があの世で出会って抱き合ったらジュウと音がした、火と水でジュウ（七+三で十）というネタがつく噺もある。

#### 漫画『ガラスの仮面』
漫画『ガラスの仮面』では劇中劇で櫓のお七の場が取り上げられる。北島マヤ演じるお七は町に火をつけ櫓に登り、燃え盛る町を見下ろしながら半鐘を打ち鳴らす。燃え盛っているのは家屋ばかりではない。お七の心にも自分自身にはどうにも出来ない恋の炎が燃え盛り、燃え尽きる町を見ながらお七の心も燃え尽きる。

#### 映像作品
- 映画
  - お七と伝吉（1925年 演：潮みどり）[49][50]
  - 八百屋お七（1926年 演：柳さく子）[51]
  - お七鹿の子染（1936年 演：森静子）[52]
  - 八百屋お七 ふり袖月夜（1954年 演：美空ひばり）[53]
  - 八百屋お七 江戸祭り一番娘（1960年 演：中島そのみ）
  - 情炎お七恋唄（1972年 演：小川節子）[54]
  - 好色元禄(秘)物語（1975年 演：橘麻紀）
- テレビドラマ
  - 西鶴物語
    - 第7回・第8回「八百屋お七」（1961年 演：市川和子）

  - NHK劇場 恋すれば物語（1964年 演：中尾ミエ）
  - 大江戸捜査網（1970年 演：永島暎子）
  - 江戸巷談 花の日本橋
    - 第21回「初恋八百屋お七」第22回「燃える女」（1972年 演：范文雀）

  - 江戸を斬る 梓右近隠密帳
    - 第13話「巷談・八百屋お七」（1973年 演：村地弘美）

  - 家光と彦左と一心太助（1989年 演：藤谷美紀）
  - 必殺仕事人・激突!
    - 第4話 「八百屋お七の振袖」（1991年 お小夜 演：杉浦幸）

  - 天下の副将軍水戸光圀 徳川御三家の激闘（1992年 演：喜多嶋舞）
  - 本当にあった日本史サスペンス劇場（2007年 演：星井七瀬）
  - あさきゆめみし 〜八百屋お七異聞（2013年 演：前田敦子）
- アニメ
  - 火要鎮（2013年 作：大友克洋、オムニバス作品「SHORT PEACE」の一編）

#### 音楽作品
- お七恋ものがたり（1985年、柳沢純子のシングル）
- 夜桜お七（1994年、坂本冬美のシングル）
- お七（水曜日のカンパネラ）
- 八百屋お七 恋ごころ（2009年、石原詢子のDVD『デビュー20周年記念 石原詢子リサイタル〜今・感謝を込めて〜』に収録）

## 郷土芸能の題材としての「八百屋お七」
天和笑委集では、物語の後日談としてお七と庄之介の話が全国津々浦々に伝わったとしている。天和笑委集の成立自体がお七の死後数年以内なので八百屋お七の事件の噂話はたちまちのうちに全国に伝わったことがうかがえる。これらは中央の文芸作品の影響を受けながらも各地でさまざまに形を変え、お七の恋物語は郷土芸能の題材として全国各地にさまざまな形で伝承されている。二松学舎大学教授で国文学専攻の竹野静雄が1986年にまとめた調査でも全国38都道府県で八百屋お七を題材にした郷土芸能が確認され、昭和まで伝承されなかったものを含めると沖縄を除くほぼ全国に八百屋お七を伝承する郷土芸能があったものと思われる。
郷土芸能としての「八百屋お七」は歌祭文・覗きからくり節・盆踊歌・飴売り歌・願人・祝い歌・労作歌・江州音頭やんれ節などが確認される。とくに八百屋お七盆踊り歌は昭和ですら保存されている件数が多く、またその内容も多くの系列があり、かつては全国いたるところで歌われていたものと考えられている。
覗きからくり
覗きからくり節 では八百屋お七はよく演じられる演目の一つであり、各地の自治体でその保存活動や紹介活動が行われている。新潟市の巻郷土資料館では、約100年前の八百屋お七の覗きからくりを保存し、館員による口上付きの公演も随時行っている。

## 「お七」作品における登場人物とモチーフ
八百屋お七物語は多くの作家がさまざまな作品を提供している。お七とお七の恋人を除いては作品ごとに登場人物は異なるものの比較的登場することが多い人物について述べる。もちろんこの節で述べる登場人物像は各作家の設定した人物像であって、史実とは無関係である。

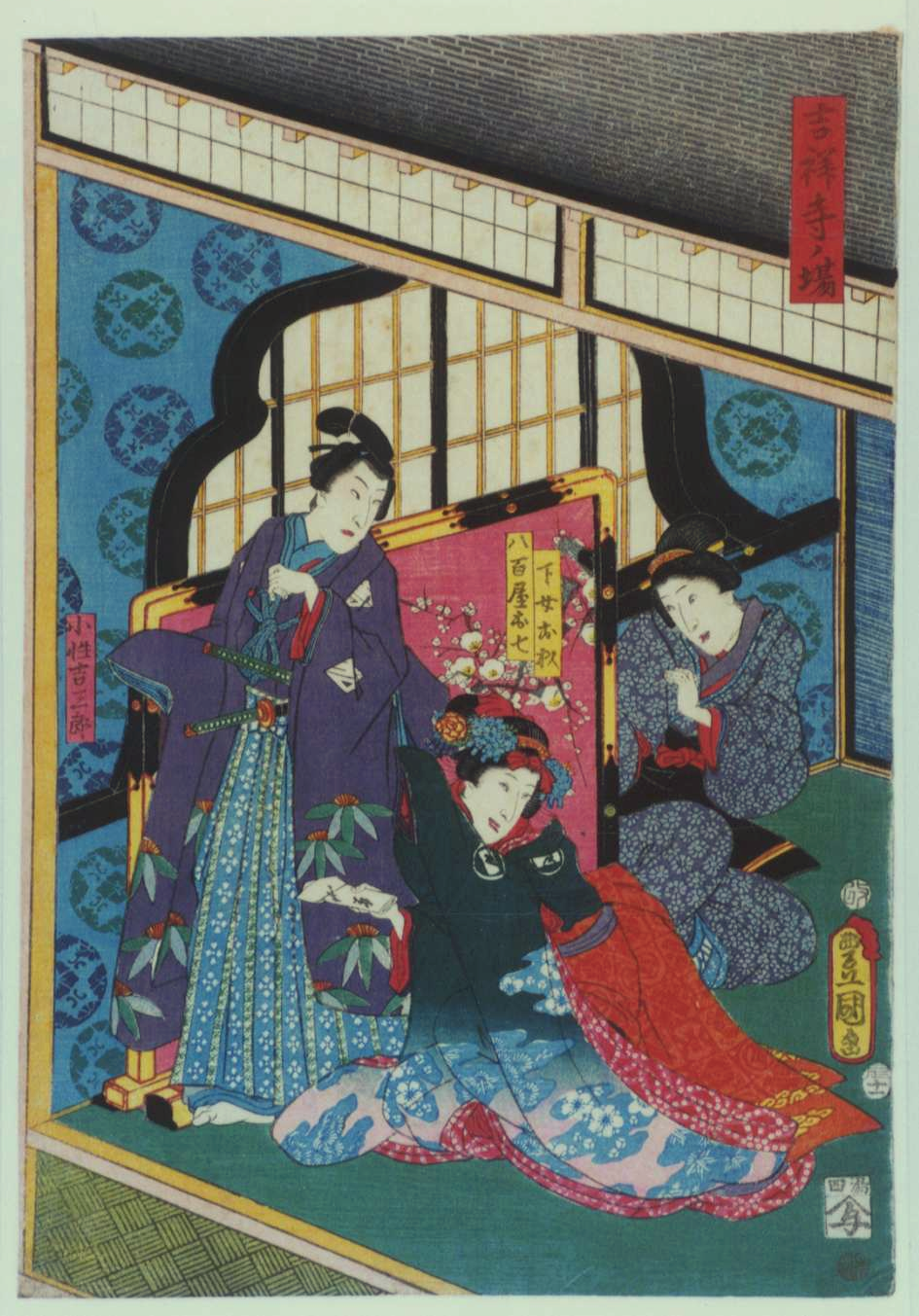
歌川豊国 寺での吉三郎とお七の出会い 右に下女お杉がいる。 吉三郎は菱型の吉の字の紋、お七は丸に封じ文の紋

### 恋人
恋人の名は 天和笑委集では生田庄之介 好色五人女では小野川吉三郎、近世江戸著聞集では山田左兵衛、紀海音では安森吉三郎、現代の歌舞伎「櫓のお七」では吉三郎、松田定次監督の映画『八百屋お七 ふり袖月夜』（1954年公開） では生田吉三郎とさまざまである。前述したように、『近世江戸著聞集』の作者である馬場文耕は自分以外の八百屋お七物語は旗本の山田家の身分に憚って、悪党の吉三郎の名をお七の恋人の名にすりかえたのだと言う が、しかし『近世江戸著聞集』はほぼ虚構である事が立証されているので、吉三郎とするものが多いのは恐らくは西鶴と、西鶴を下地にした紀海音の影響力であろうとされている。
恋人の身分は初期の作品ではあまり高くはなく、西鶴では吉三郎は浪人で兄分（同性愛の恋人）がいる。天和笑委集でも生田庄之介の身分はそれほど高くはないので お七に高い身分の男との結婚を望んでいる両親にお七は生田庄之介との交際を言い出せない。しかし、紀海音が吉三郎を1000石 の名の知れた武士の息子、親の忠実な家来の十内が親の遺言を守らせに来るように設定してからは、浄瑠璃や歌舞伎では身分の高い武士の子とされる。文耕の近世江都著聞集では恋人（山田左兵衛）の親は2500石の旗本である。現代の歌舞伎では吉三郎は武家の中でも身分が高い家の子で八百屋の娘とは身分が違いすぎて結婚の対象ではないことにされる。

### 下女
八百屋で働く下女の名は天和笑委集では「ゆき」、紀海音の浄瑠璃や現代の歌舞伎では「杉」。八百屋の下女は二人の恋の仲を取り持つ役割で、火の見櫓に登るお七の設定では宝刀を武兵衛のもとから取り返してくる役割をはたす。「火の見櫓の場」では吉三郎は直接登場しないので、八百屋の下女はお七に次いで重要な登場人物になる。

### 父
お七の父の名も作品によってさまざまである。天和笑委集では市左衛門、好色五人女では八兵衛、近世江戸著聞集では太郎兵衛、紀海音では久兵衛、落語では久四郎 と作品ではそれぞれが違う。お七の父の名前も素性もうかがい知ることはできないが、江戸災害史研究家の黒木は加賀藩邸（今の東京大学本郷キャンパス）がすぐ近くであったことからお七の家は加賀藩出入りの商人の可能性を指摘している。

### 十内と武兵衛
紀海音が浄瑠璃『八百屋お七恋緋桜』で考案した2人で、お七の恋の邪魔者（もちろん、実在人物ではない）。吉三郎の実家の家来で忠実・生真面目な侍ゆえに吉三郎の行動に枠をはめたがる十内 と、お七に恋心を抱き金の力でお七を我が物にしようとする金持ちの町人武兵衛（万屋武兵衛や釜屋武兵衛など）の2人はその後の浄瑠璃、歌舞伎でもお七・吉三郎の恋の障害になる人物と設定される。現代に上演されることが多い歌舞伎・松竹梅湯島掛額でもその設定は変わらない。ことにお七と吉三郎・武兵衛の三角関係は浄瑠璃・歌舞伎以外の作品にも取り入れられることが多い。

### 役人
お七を裁く役人は小説や落語などでは登場することが多く、現代の歌舞伎などでは登場しない。

#### 中山勘解由
中山勘解由 は史実では先手頭で天和3年正月23日に火付改 に着任。
お七の放火事件がおきた天和3年3月には、史実としてはこの人物が放火犯の捜査・逮捕の責任者である。中山勘解由は容疑者をかなり厳しく取り調べ、この人物が着任している間は放火の罪で処刑される人数が増加している。海老責という拷問方法を考案もし、拷問を含む厳しい取調べで恐らくは冤罪も多かったであろうと推定されている。
しかし史実とは反対に八百屋お七の物語ではお七の命を何とか救おうと努力する奉行として登場することが多い人物で、文耕の『近世江戸著聞集』のなかでもお七の年齢をごまかして助けようとする奉行中山殿の名前が出てくる。文耕ではお七の年をごまかした事を悪党の町人吉三郎に糾弾され、大身の旗本で重責を担う立場にありながら吉三郎と真剣に口論し、吉三郎に論破されてしまう。
狩野文庫『恋蛍夜話』では奉行中山勘解由はお七に「火付けはしてないな？」と聞き、もしもお七が「はい」と答えたら助けるつもりが、お七が正直に「火を付けた」と答えてしまったために仕方なく火あぶりにせざるをえなくなったとしている。落語でも土井大炊頭の意を汲んでお七の年齢をごまかして助けようとするがお七自身にその意図を無にされる。ただし、中山勘解由がまだ存命中に書かれた最初期のお七の伝記である天和笑委集ではことの次第ではお七の命を救ってもいいと思っている奉行が登場するが、天和笑委集では奉行の個人名は出していない。また同じく最初期の作品である西鶴の好色五人女では奉行は登場しない。
尚、お七の事件の数年前の延宝8年（1680年）、『江戸方角安見図』では中山勘解由配下の組屋敷は本郷（今の東京大学本郷キャンパスの農学部と工学部・法学部の通りに面した最西側部分）にあり、お七の家の至近にある。

#### 町奉行
史実ではお七の事件時天和3年3月、甲斐庄飛騨守正親が南町奉行を務め、北条安房守氏平が北町奉行を務めている。
大谷女子大学教授の高橋圭一はお七の時代の火付改役は犯人の逮捕と奉行所への送付が仕事で裁判は町奉行所の仕事のはずであり、前述の中山が判決まで下したと言う各種の作品は創作であろうとしている。
文芸作品によっては八百屋お七物の登場人物として、南町奉行甲斐庄正親 や北町奉行北条安房守氏平
がお七の裁きの奉行を務めることがある。彼らも本音ではお七の命だけは助けてやりたいが、お七が正直に自白してしまったのでやむなく定法通り火あぶりにする奉行、と設定されることが多い。

#### 土井大炊頭利勝
史実では家康・秀忠・家光の三代に仕えた武士で、江戸幕府の老中・大老までつとめた古河藩16万石の大名（1574-1644)。お七の事件の約40年前に亡くなっているので、史実でお七と絡むことはありえないが、馬場文耕の『近世江都著聞集』や文耕を参考にした物語、落語などでは奉行に命じてお七の年齢をごまかして何とかお七の命を救おうとする人物として登場する。

### 衣装

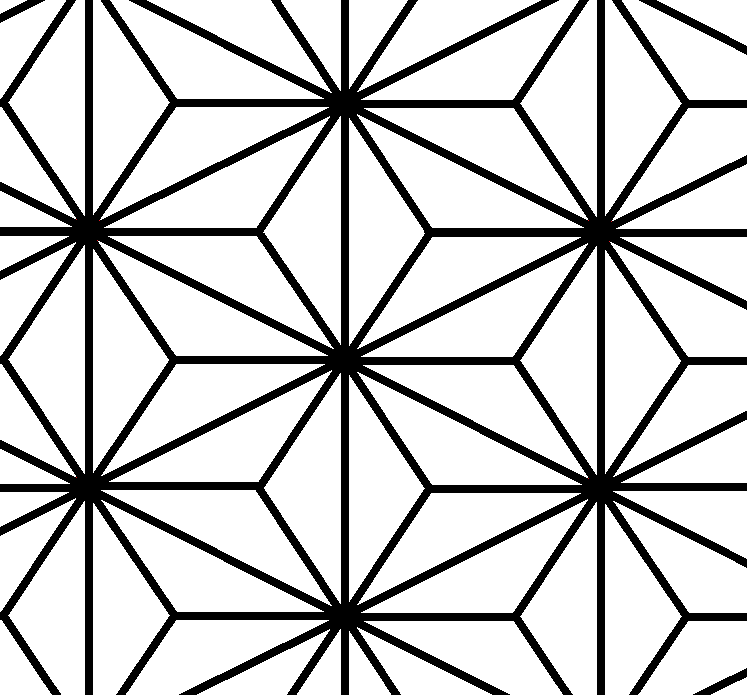
麻の葉文様 お七の衣装にはこの文様が入ることが多い

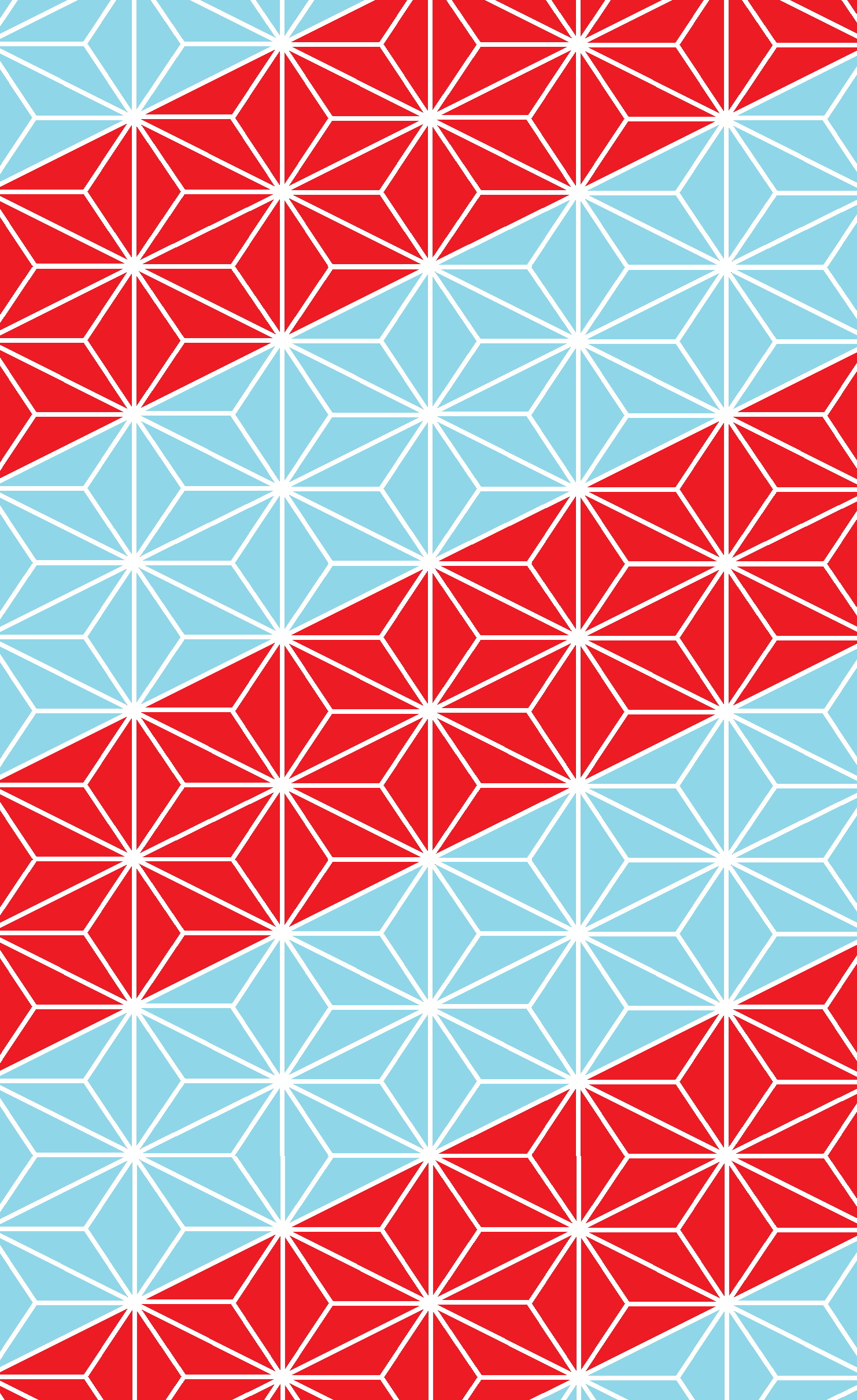
麻の葉文様段染め、お七の着物でよく使われる絵柄と色である。実際の着物では模様は直線ではなく鹿子柄やさらに複雑なデザインになる

宝永3年（1706年）に八百屋お七を演じた初代嵐喜世三郎が「丸に封じ文」紋をつけた衣装で可愛らしいお七を演じて評判になり以降「丸に封じ文」紋がお七の紋として定着する。文化6年（1809年）『其往昔恋江戸染』で八百屋お七役の歌舞伎役者の五代目 岩井半四郎が麻の葉段鹿子の振袖を着たことから大流行し麻の葉文様は若い娘の代表的な着物柄になり、五代目 岩井半四郎以降は歌舞伎や文楽でもお七の櫓の場では麻の葉の段の振袖が定番になっている。八百屋お七のパロディでもある三人吉三でも、お嬢吉三の衣装は「封じ文」と似て非なる「結び文」紋と櫓の場での衣装は麻の葉段鹿子染めであり、最初に提示した月岡芳年の八百屋お七の絵でも一部に麻の葉の鹿子柄が見える。
平成21年の歌舞伎座公演『松竹梅湯嶋掛軸』の「櫓の場」ではお七と下女お杉二人の前半ではお七の衣装は黄八丈格子縞の町娘の普段着風の着物、お杉が退場しお七一人（と黒衣）の人形振りの場の途中から早変わりで着物が浅葱色と紅色の麻の葉の段鹿子の振袖に変わる。そのように現代の歌舞伎舞踊では前半は黄八丈の町娘の普段着風、それが櫓の場の見せ場では麻の葉の段鹿子の振袖に変わることが多い。
文学では西鶴は避難した先の寺でお七に貸し与えられた振袖を黒羽二重の大振袖、桐と銀杏の比翼紋で紅絹裏の裾を山道形にふさをつけ色めいた小袖の仕立て、焚き込めた香の薫もまだ残っているとしている。
天和笑委集では火あぶりの前に江戸市中でさらし者にされているお七には「肌には羽二重の白小袖、甲州郡内の碁盤縞、浅黄の糸にて縫いたる定紋の三つ柏五ッ所に桃色の裏付けて一尺五寸の大振袖上に重ね、横幅広き紫帯二重にきりきりと引き回し後ろにて結び留め、襟際少し押し広げ、たけなる黒髪島田に結い上げ、銀覆輪に蒔絵書いたる玳瑁（タイマイ）の櫛にて前髪押さえ、紅粉を以って表（顔）をいろどる」と豪華な装いをさせている。

### 遺言
創作として何人かの作家達はお七に遺言をさせている。
紀海音は「八百屋お七恋緋桜」のなかでお七の遺言として『ゆしまにかけししやうちくばい 本こうお七としるしをく。十一才の筆のあと見し人あらばわたくしの。かたみと思ひ一へんの御ゑかうたのみ奉ると。』としている。。（意訳 （私が11歳のときに）湯島（の寺）にかけた松竹梅の額に本郷お七と書きました。私の十一才の筆跡を見た人がいらっしゃいましたら私の形見と思って一片の供養をしてやってください。）歌舞伎や浮世絵で八百屋お七の題に「松竹梅湯島掛額」とつけているものがある。
井原西鶴は、死出のはなむけに咲き遅れの桜の枝を渡されたお七の辞世として『世の哀れ春ふく風に名を残しおくれ桜の今日散し身は』としている。

## お七の年齢と裁判制度
現代の「八百屋お七」の物語では落語などを中心に「当時の江戸では火付け犯は15歳を過ぎれば火あぶり、15歳未満は罪を減じて遠島の定めだった」とし、お七の命を救ってやりたい奉行がお七の年齢をごまかそうとして失敗するものが多い。人情話としては面白いが専門家からは疑問が呈されている設定であり、またこの設定は西鶴などの初期の八百屋お七物語には見られない。
放火犯について15歳以下ならば罪を減じて遠島（島流し）にする規定が明確に設けられたのはお七の死後40年ほどたった徳川吉宗の時代享保8年(1723年)になってである。ただし、享保8年(1723年)以前にも年少の殺人犯については死罪は避けようという諸規定 は存在したが、放火犯については明確な規定は無く、また『天和笑委集』第10章では13歳の放火犯喜三郎が火刑になった記述がある。
最初期のお七の伝記である西鶴の『好色五人女』の八百屋お七物語では裁判の場面はない。『天和笑委集』では裁判の場面はあるがお七の年齢を詮議する記述はない。1715-16年の紀海音の『八百屋お七』や1744年為永太郎兵衛『潤色江戸紫』でもお七を裁く場面はない。しかし、お七の事件から74年後の馬場文耕の『近世江都著聞集』では裁判の場面が大きく取り扱われ、お七の年齢を15歳以下だと偽って助けようとする奉行が登場するようになる。馬場文耕の『近世江都著聞集』は後続の作家に大きな影響を与え、これ以降の作品ではお七の年齢の扱いで生死を分けることにする作品が続出してくる。馬場文耕の『近世江都著聞集』には史実としてのリアリティはまったく無いが、講釈師文耕ならではの創作に満ち溢れ、お七の年齢詮議の話も文耕の創作であろうとされている。

## 「お七」ゆかりの史跡

### 一家が避難した寺

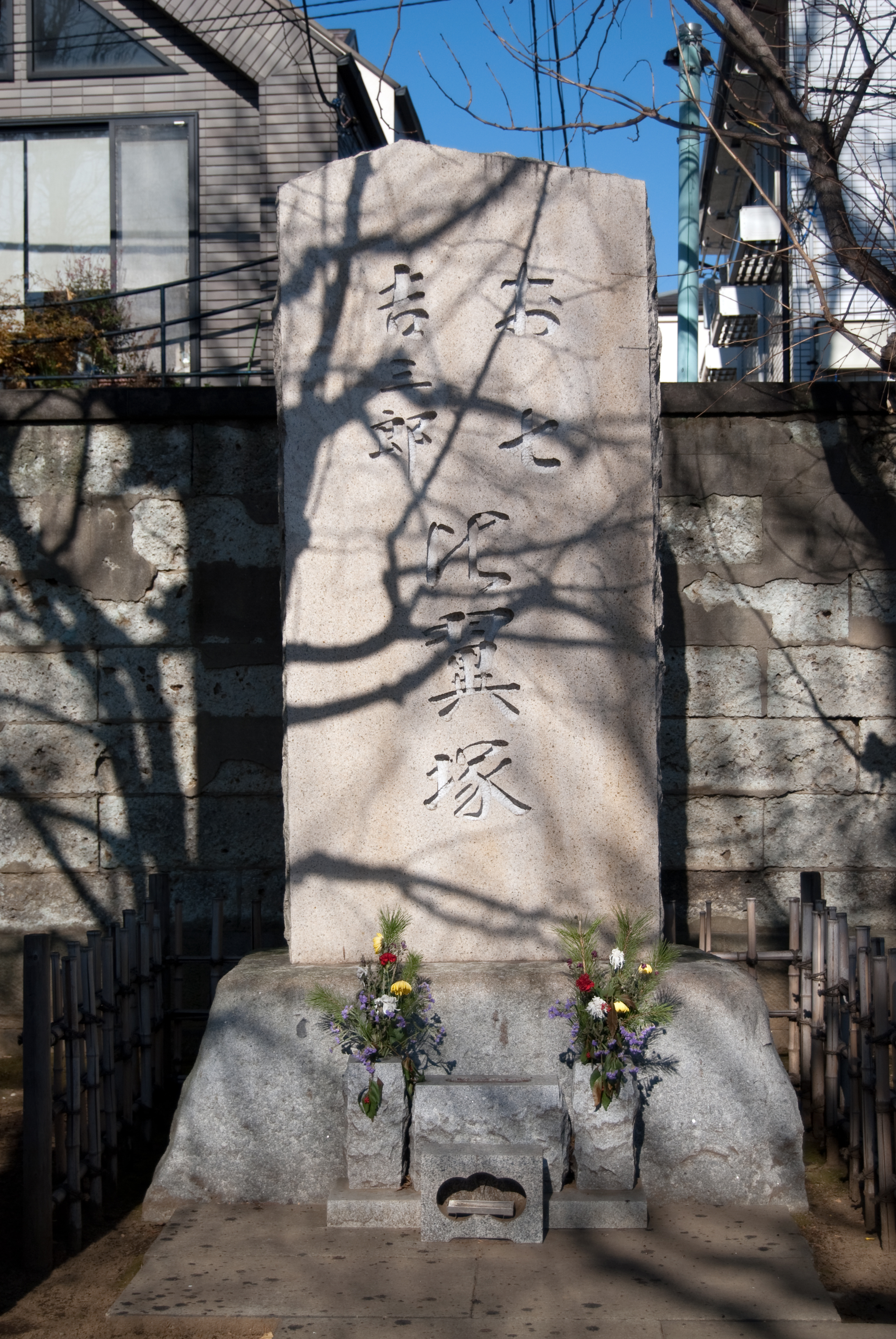
お七・吉三郎の比翼塚 （文京区・吉祥寺）

唯一の歴史資料ではお七が放火に至った経緯や理由は一切不明だが、創作の八百屋お七物語では避難先の寺でお七は恋人と出会い、それが物語の発端となる。
『天和笑委集』でお七一家が避難したとされる「正仙院」という寺を実在の寺として見つけることはできないが、延宝8年（1680年）の『江戸方角安見図』では本郷森川宿の近くに「正泉院」という寺を見つけることが出来る。江戸災害史研究家の黒木喬によると正泉院はお七一家が焼け出された天和2年師走28日（新暦1683年1月25日）の火事の火元となった大円寺の裏にある寺だが火元でありながら大円寺自身は大して焼けなかったように正泉院も焼けなかったのだろうとして、黒木はこれが天和笑委集でいう正仙院ではないか？としている。『江戸方角安見図』はインターネットで公開もされているが江戸方角安見図の駒込一の右下隅に「正泉院」が見える。
西鶴が二人の恋の場の寺の名を駒込・吉祥寺とし、西鶴の流れを汲む多くの作品や現代の歌舞伎などでも吉祥寺が避難先の寺とされるが、お七一家が家財道具を持って逃げるには少し遠い（西鶴の好色五人女の挿絵では家具類を持って避難している）。黒木は西鶴が大阪なので大阪でも名の知られている寺を物語の舞台に選んだのだろうとしている。日本大学藝術学部教授を務めた目代 清も避難先はおそらくは円林寺か円乗寺で少なくとも吉祥寺ではないと断言している。
近世江都著聞集や加藤曳尾庵の『我衣』（文政8年(1825年))などでは円乗寺としている。

### 墓所

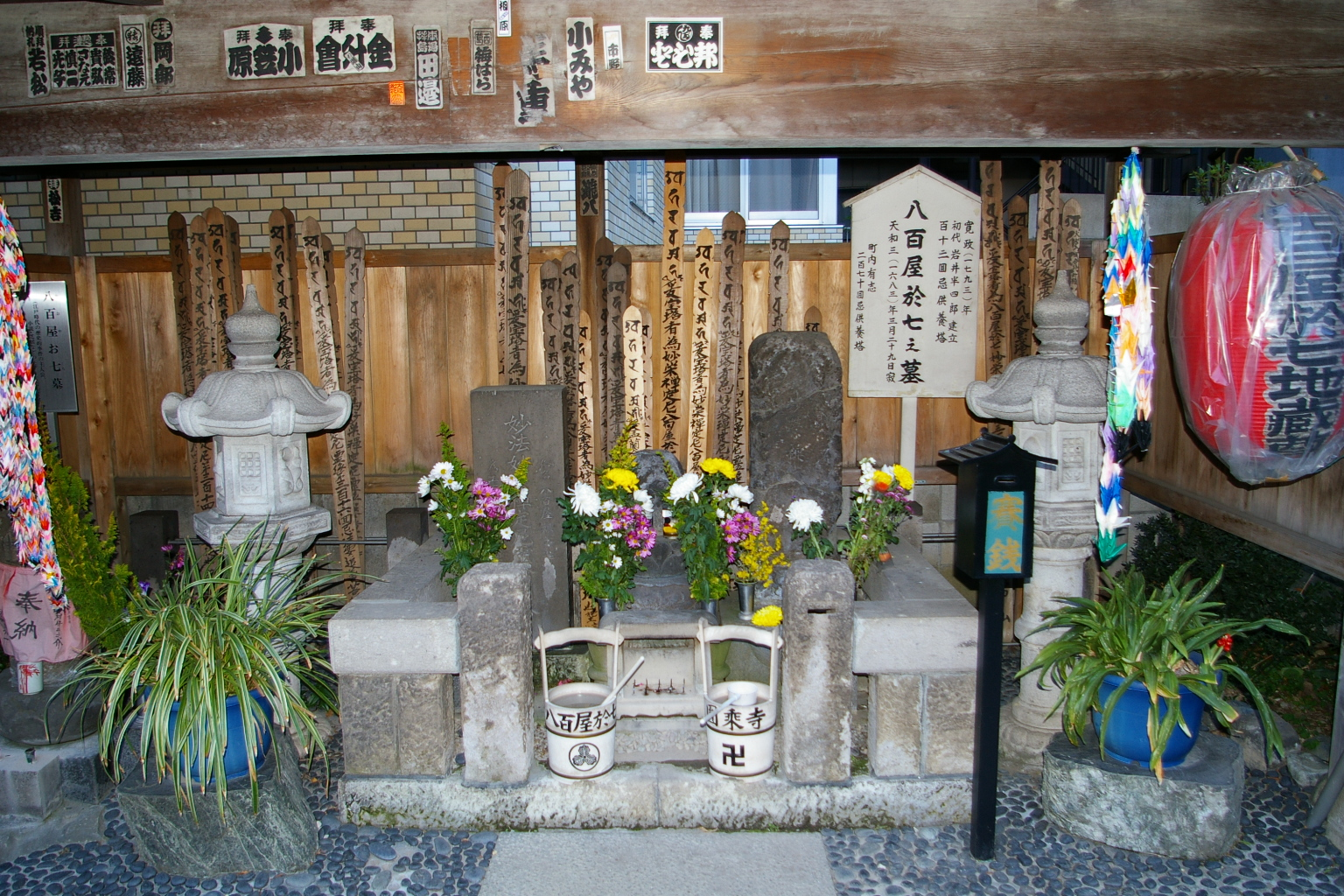
八百屋お七の墓 （東京都文京区・円乗寺）

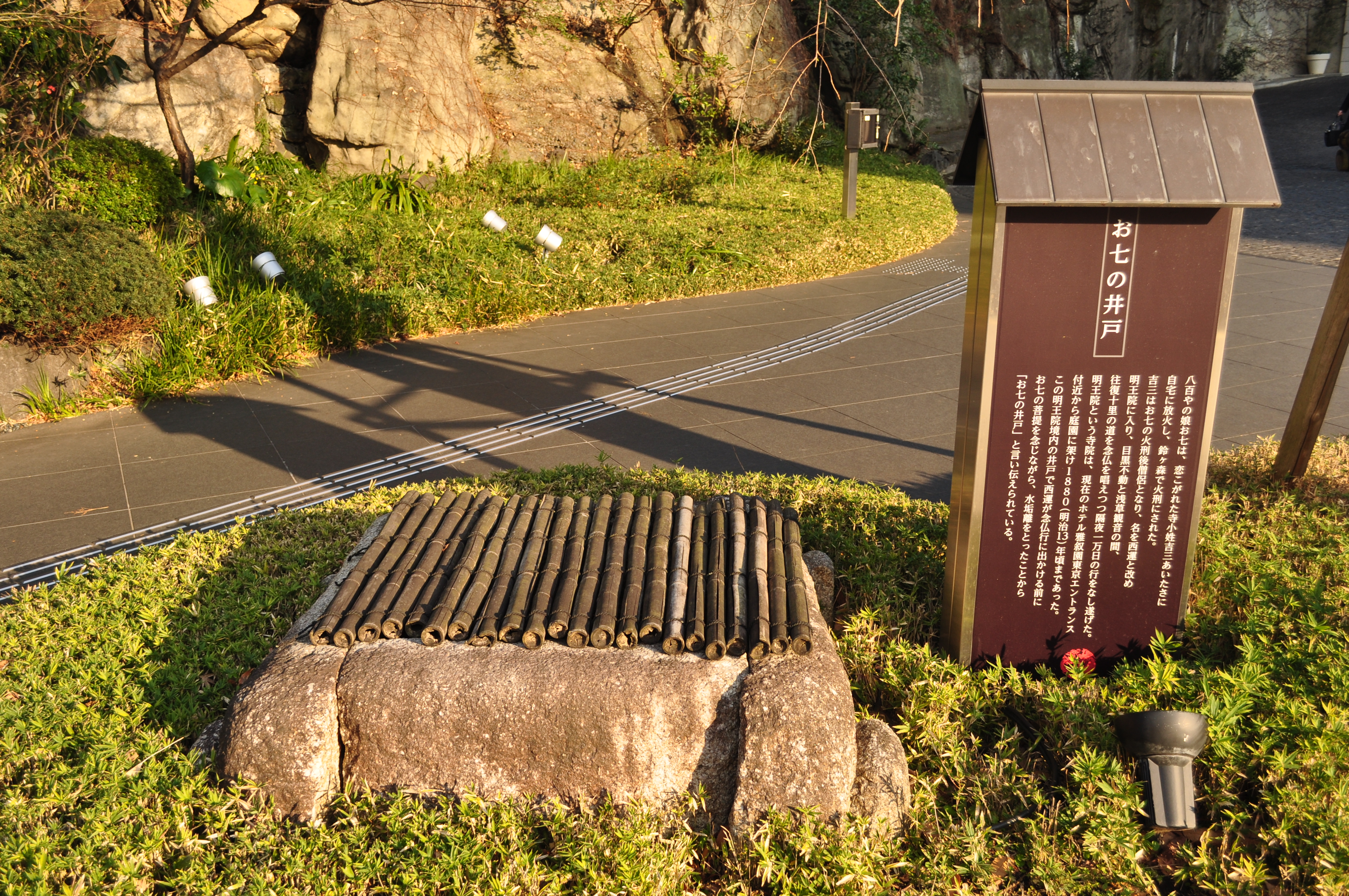
目黒区下目黒にある「お七の井戸」（2018年1月21日撮影）お七本人がこの井戸を使ったわけではないが、吉三郎が出家して名乗ったとされる西運がお七供養の行を行う際にこの井戸の水で身を清めたとされる。

円乗寺のお七の墓は、元々は天和3年3月29日に亡くなった法名妙栄禅尼の墓である。これがお七の墓とされて、後年に歌舞伎役者の五代目岩井半四郎がお七の墓として墓石を追加している。しかし、矢野公和はこれに疑問を呈している。単なる死罪ですら死体は俵に入れて本所回向院の千住の寮に埋めるに留まるが、その死罪よりも重罪である火刑者が墓に葬られることは許されるはずも無いと矢野は指摘している。仮に家族がこっそり弔うにしても、寺に堂々と墓石を立てることはありえない。また、お七の命日を3月29日とする資料は逆に墓碑を根拠としたものであろうとも指摘されている（お七の刑死後数年で発行された天和笑委集ではお七の命日を3月28日としている）。
円乗寺の他にも千葉八千代の長妙寺にもお七のゆかりの話と墓があり、鈴ヶ森刑場に程近い真言宗寺院・密厳院には、刑死したお七が埋葬されたとの伝承や、お七が住んでいた小石川村の百万遍念仏講が造立（貞享2年（1685年））したと伝わるお七地藏がある ほか、岡山市にもお七の物とされる墓がある。岡山のお七の墓ではお七の両親が美作国誕生寺の第十五代通誉上人に位牌と振袖を託し供養を頼んだのだと言う。さらに吉三郎の物とされる墓は、目黒大円寺や東海道島田宿、そのほかにも北は岩手から西は島根まで全国各地にある。また、お七と吉三郎を共に祭る比翼塚も目黒大円寺や駒込吉祥寺などにある。

## 後世への影響

### 伝説
「八百屋お七」を題材とするさまざまな創作が展開されるのに伴い、多くの異説や伝説もあらわれるようになった。
お七の幽霊が、鶏の体に少女の頭を持った姿で現れ、菩提を弔うよう請うたという伝説もある。大田蜀山人が「一話一言」に書き留めたこの伝説をもとに、岡本綺堂が『夢のお七』という小説を著している。
大和高田市には「八百屋お七」のモデルとして、大和国高田本郷（現在の大和高田市本郷町）のお七（志ち）を挙げる説もある。高田本郷のお七の墓と彼女の遺品の数珠は常光寺に現存する。地元では、西鶴が高田本郷のお七をモデルに、舞台を江戸に置き換えて「八百屋お七」の物語を記した可能性があるとしている。ただし、大和高田市のお七の数珠には享保10年（1725年）とあり、これは井原西鶴の好色五人女が書かれた貞享3年（1686年）の39年後である。また、常光寺の享保年間の過去帳には 死刑囚「しち」という名が見えるともされているが、同じく享保年間は井原西鶴よりも後の年代である。
一方、吉三郎は信濃国の善光寺を参詣し、お七の供養のために地蔵を奉納したという。今も境内にその地蔵があり「ぬれ仏」とも言われる。

### お七風
江戸時代にもインフルエンザの流行は多く、お七が亡くなった1683年以降の100年間に限っても11回の流行があった。お七の死から120年近くたった1802年の流行は漂着した外国人から伝わっていったとされるもので、長崎から九州各地さらに上方に流行の範囲を広め、その外国人の出身地をとった「アンポン風」や流れ着いた地の「さつま風」あるいはそのころお七の小唄が流行っていたので「お七風」とも呼ばれた。上方では病人がいない家はないほど流行したが死者は多くは出なかった流行風邪である。

### 迷信

赤色の線は1950年から2008年までの日本の出生率。

干支の丙午（ひのえうま）年の生まれの女性は気性が激しく夫の命を縮めるという迷信は、丙午の年には火災が多いという江戸時代の初期の迷信が、八百屋お七が1666年の丙午生まれだとされたことから、女性の結婚に関する迷信に変化して広まって行ったとされる。
この迷信は昭和の時代でも残り、昭和41年（1966年）の出生率は前年に比べて25％も下がる影響があった。しかし、江戸時代には人の年齢はすべて数え年であったため、もしも八百屋お七が1666年の丙午生まれならば、放火し火あぶりにされた天和3年（1683年）には18歳になってしまう。西鶴や紀海音などの各種の伝記では16歳となっている。紀海音が『八百やお七』でお七を丙午生まれとし、それに影響された為長太郎兵衛らの『潤色江戸紫』がそれを引き継ぎ、また、お七が延宝4年(1676年)谷中感応寺に掛けた額に11歳との記載があると馬場文耕が『近世江都著聞集』で述べたことも生年を寛文6年（1666年）とする根拠となった。海音は強い影響力を持ち、近世江都著聞集も現代では否定されているものの長く実説（実話）とされてきた物語であり、数多くの作品が近世江都著聞集をもとにしていて、お七の丙午年生まれ説はこのあたりから生じている。